# Capitolio del Estado de Minnesota
El Capitolio del Estado de Minnesota (en inglés Minnesota State Capitol) es la sede del gobierno del estado de Minnesota (Estados Unidos). Se encuentra situado en su capital, la ciudad de Saint Paul. Alberga el Senado de Minnesota, el Congres de Minnesota y las oficinas del fiscal general y del gobernador. También incluye una cámara para la Corte Suprema de Minnesota, aunque esta suele reunirse en el vecino Centro Judicial.
El edificio está ubicado en un campus rodeado de jardines con varios monumentos. Detrás, un puente se extiende por University Avenue, y al frente se agregaron otros sobre la carretera hundida de la Interestatal 94, preservando así las líneas de visión. Ubicado cerca de la cima de una colina, ofrece una vista panorámica del centro de Saint Paul.
De este a oeste, el Capitolio tiene más de 131,1 m de largo. Desde el nivel del suelo hasta la parte superior de la linterna de la cúpula mide 67,1 m. Tiene más de 27 870 m².

## Historia

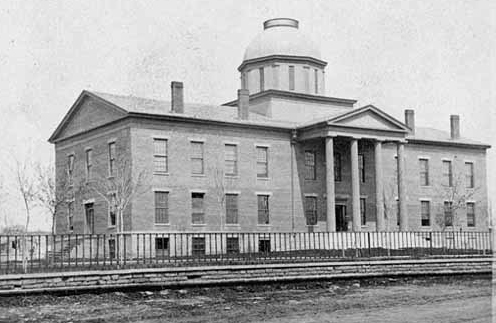
Primer Capitolio de Minnesota

### Primer Capitolio
El edificio actual es en realidad el tercer capitolio del estado. El primero se completó en 1853 y sirvió como sede del gobierno estatal temprano y territorial de Minnesota hasta que se quemó en 1881. La legislatura se trasladó allí a tiempo para la quinta sesión legislativa territorial el 4 de enero de 1854. 
El capitolio se amplió con una nueva ala en el lado de la Exchange Street del edificio en 1873 y una segunda ala frente a la Wabasha Street en 1878. Fue destruido por un incendio en 1881. Fue reemplazado en el mismo sitio en 1883 con un segundo capitolio.

### Segundo Capitolio
Después de que un incendio destruyera el primer edificio el 1 de marzo de 1881, el segundo Capitolio, un edificio neorrománico de mampostería de cuatro pisos diseñado por Leroy Buffington se completó en 1883. Solo sirvió como sede del gobierno de Minnesota durante 10 años antes de que los funcionarios estatales comenzaron a planificar una capital más grandiosa y eficiente. Poco después de su apertura, se reconoció que era demasiado pequeño casi de inmediato y sufría de mala ventilación. Estuvo en el sitio del primer Capitolio durante 55 años hasta su demolición en 1937.

### Tercer Capitolio
El actual Capitolio estatal fue diseñado por Cass Gilbert con Butler-Ryan Construction como contratista. El trabajo comenzó en 1896, su piedra angular se colocó el 27 de julio de 1898 y la construcción se completó en 1905. El capitolio costó 4,5 millones de dólares a principios del siglo XX. Abrió sus puertas al público por primera vez el 2 de enero de 1905. Cien años después, el valor estimado del edificio era de 400 millones de dólares. Una vez finalizado, el edificio recibió elogios, lo que llevó a solicitudes para que Gilbert diseñara edificios del capitolio para otros estados como Virginia Occidental y Arkansas y otras estructuras notables.
Originalmente, el Capitolio albergaba todas las oficinas ejecutivas y las tres ramas del gobierno estatal, agencias y comisiones estatales, y la Sociedad Histórica de Minnesota cuando abrió por primera vez. La expansión de oficinas y salas de reuniones, la reconstrucción de cámaras y la subdivisión de pasillos ocurrieron ya en la década de 1930. A medida que las necesidades se expandieron, las agencias y comisiones estatales y más de la mitad de las oficinas ejecutivas se mudaron del Capitolio a otros edificios. Uno de los primeros en irse fue la Sociedad Histórica de Minnesota, que se ubicó en su propio edificio (ahora el Centro Judicial de Minnesota) junto al Capitolio en 1915. Lo último en salir del Capitolio fueron las oficinas del Senado cuando se construyó el Edificio del Senado de Minnesota en 2015.
La edificación se agregó al Registro Nacional de Lugares Históricos en 1972.

## Arquitectura

### Domo

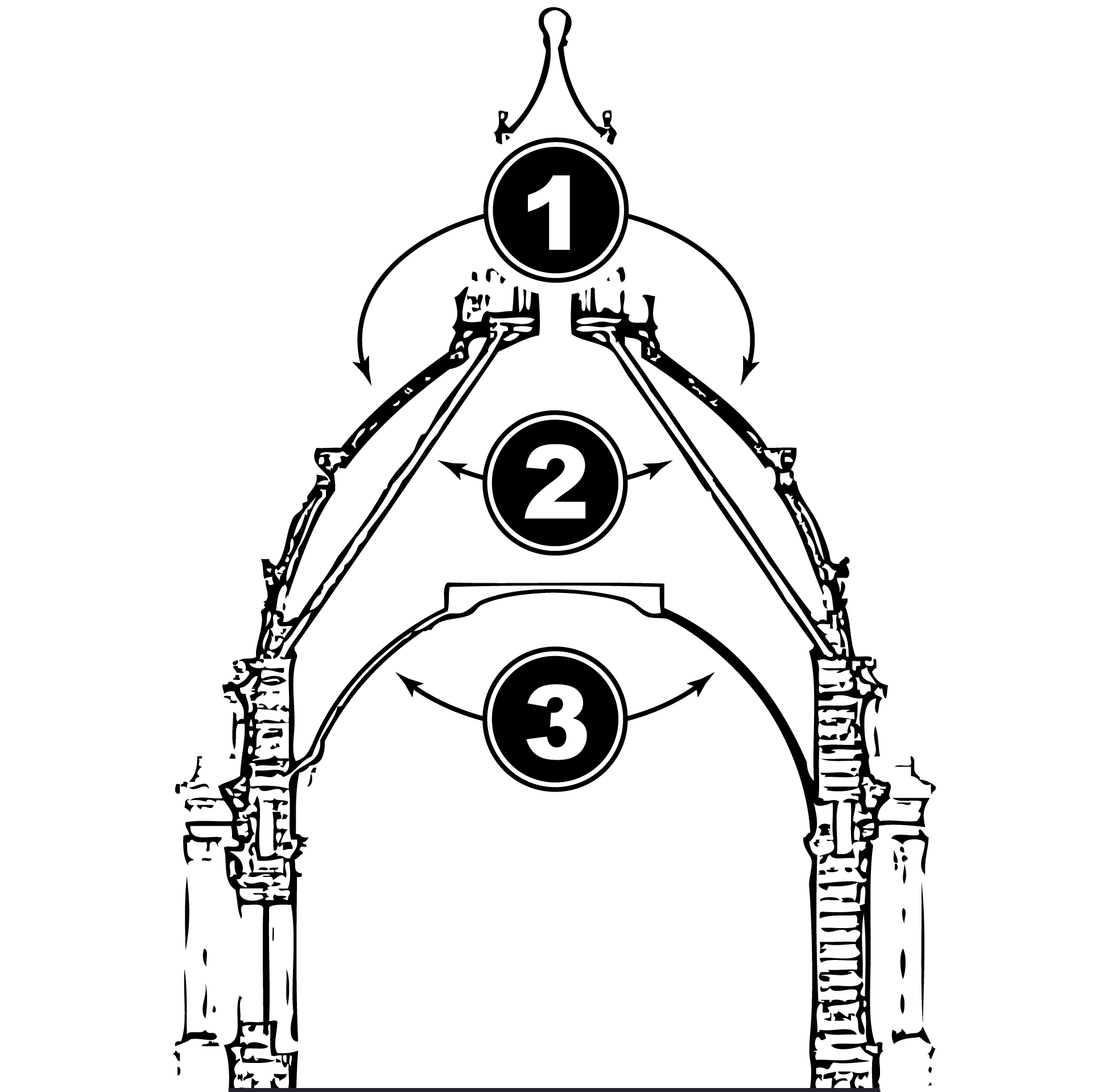
1. Cúpula de mármol exterior
2. Cúpula intermedia de ladrillo y acero
3. Cúpula interior de yeso.

La cúpula del Capitolio del Estado de Minnesota es la segunda cúpula de mármol autoportante más grande del mundo, por detrás de la Basílica de San Pedro en Roma, en la que Gilbert basó el diseño de su cúpula. La cúpula en sí está formada por tres cúpulas o capas. La capa exterior es una cúpula autoportante hecha de bloques de mármol de Georgia que descansan sobre su propio peso. Escondido en el interior hay un cono de ladrillo y acero que sostiene la linterna y la esfera dorada en la parte superior de la cúpula y proporciona un sistema de drenaje de agua interno que ayuda a evitar el problema de agitación creado por la congelación y el deshielo de los inviernos de Minnesota. Debajo está la cúpula de mampostería decorativa que se puede ver desde el interior, mirando hacia arriba desde la rotonda. En la base de la cúpula hay 12 águilas de mármol emparejadas con las columnas que rodean el tambor de la cúpula. En la parte superior de la cúpula hay una linterna de piedra con columnas que luego está coronada por un globo terráqueo recubierto con pan de oro.

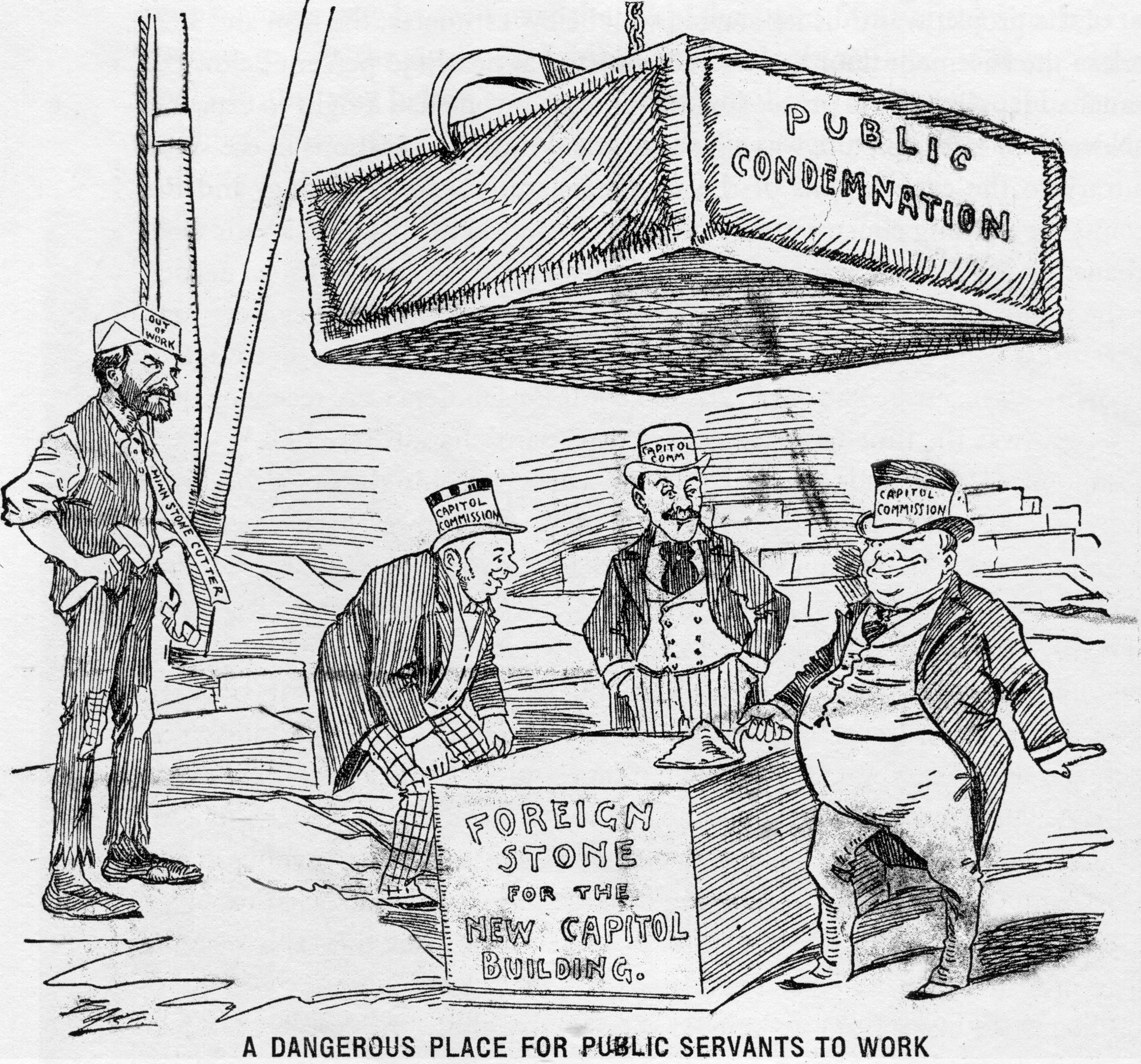
Caricatura del Minneapolis Journal

A poco más de 30 años de la Guerra de Secesión, Gilbert provocó ira por elegir mármol de Georgia en lugar del granito nativo de Minnesota para el exterior. Gilbert insistió en usar mármol blanco de Georgia, diciendo que el uso de un color más oscuro lo haría parecer «sombrío y ominoso». Se llegó a un compromiso usando el granito nativo para los escalones y la base y las paredes interiores de piedra caliza Kasota y la rara catlinita, mientras que se utilizó el mármol blanco de Georgia para la gran mayoría del exterior de los edificios.
Los escalones de las dos grandes escaleras en las alas este y oeste del Capitolio están hechos de piedra caliza de Hauteville, que se asemeja a la piedra caliza de Kasota utilizada a través de las paredes del Capitolio, pero puede desgastarse más.
Las 36 columnas de colores variados que rodean las grandes escaleras están hechas de mármol Breche Violette procedente de Italia.
En la rotonda, las columnas gigantes en los cuatro espacios abiertos están hechas de granito de Minnesota. Las columnas de bronce profundo en el norte y el sur se extrajeron cerca de Ortonville y las columnas de color gris violáceo en el este y el oeste se extrajeron cerca de Rockville.
Dividiendo los nichos de las estatuas y los muros de piedra de Kasota en la rotonda de los murales de la «Civilización del Noroeste» sobre ellos hay una línea de catlinita también llamada pipestone debido a que es apreciada por los nativos americanos, principalmente los de las naciones de las Llanuras para su uso en la fabricación de pipas ceremoniales.

## Interior

### Sala de recepción del gobernador

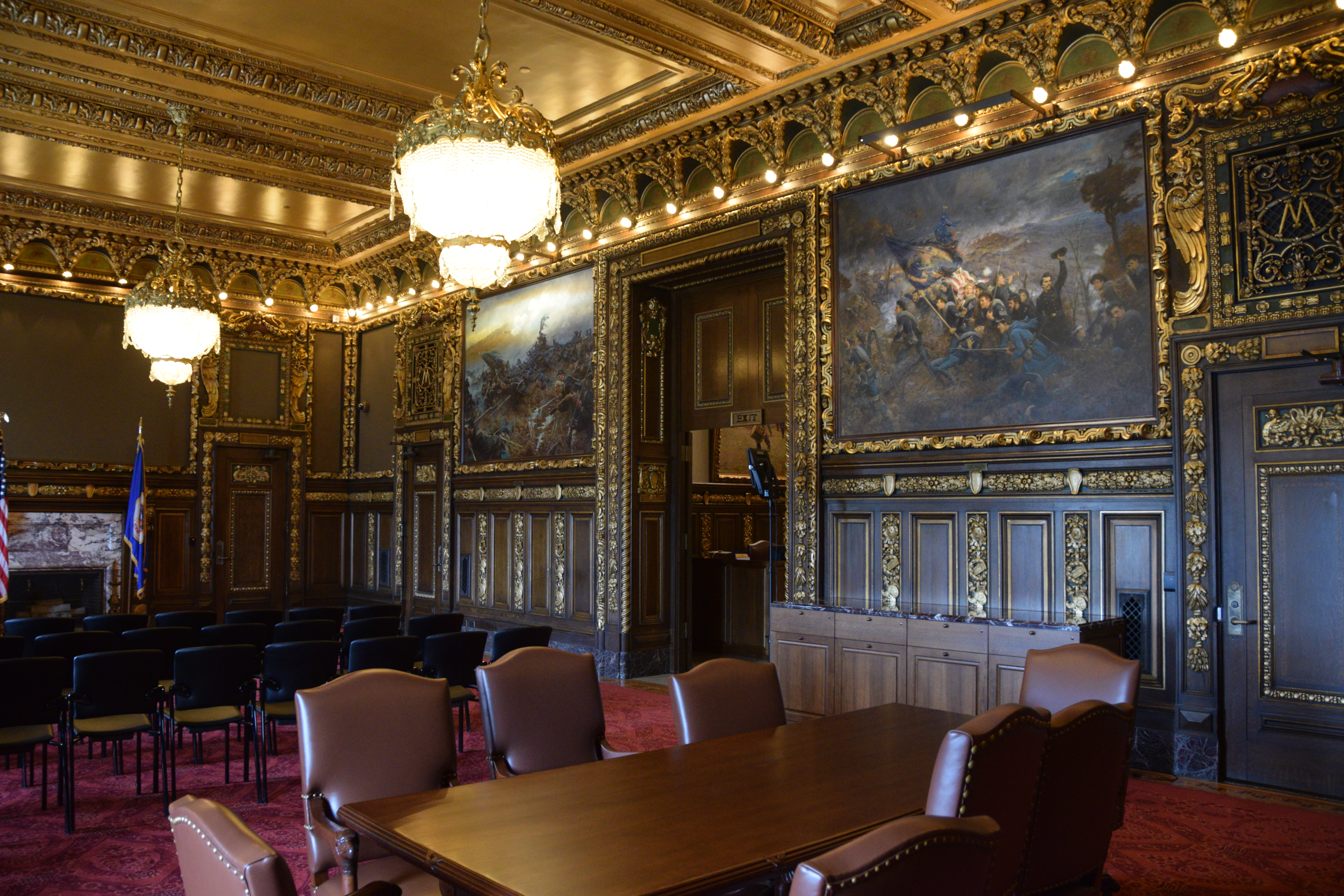
Sala de recepción del gobernador con obras de arte encargadas para la sala.

La sala de recepción del gobernador, posiblemente la más decorada del edificio, es una sala ceremonial, diseñada para acoger los rituales de recepciones estatales, proclamaciones y conferencias de prensa. Influenciado por unas recientes vacaciones en Europa, Gilbert diseñó la elaboradamente decorada sala de recepción siguiendo las líneas de la Cámara del Maggior Consiglio veneciano con carpintería de roble blanco teñida y pesadas molduras doradas con pan de oro enmarcando cuadros históricos.
El aspecto ornamentado actual de la sala de recepciónfue en parte una respuesta a las sugerencias de los habitantes de Minnesota de tomar fotografías de su propia historia, lo que le dio a Gilbert la oportunidad de mejorar sus planes para la sala. La junta encargó seis pinturas de cuatro artistas de renombre nacional. Originalmente, Gilbert había planeado que la habitación fuera mucho más modesta. «Las habitaciones ejecutivas deben tener un acabado en un color perfectamente sencillo sin decoración elaborada de ningún tipo», escribió Gilbert en una carta a la Junta de Comisionados en 1903. Con el sentimiento popular por las imágenes que representan momentos de la historia de Minnesota, Gilbert preparó planes para una habitación más ornamentada para acomodar las pinturas de temas históricos, que originalmente se consideró para las lunetas sobre los pasillos de las grandes escaleras.
En 1968, las cortinas rojas y los muebles de cuero de Gilbert fueron reemplazados por cortinas de terciopelo dorado y los modernos sillones tapizados en amarillo mostaza. Debido a la escasez de espacio en el Capitolio, el gobernador LeVander decidió que la sala se convertiría para uso de oficina y se cerraría al público. Hubo una fuerte objeción pública a esta solución temporal a la escasez de espacio. Los legisladores y líderes cívicos trabajaron para disuadir a LeVander y mantuvieron la sala de recepción abierta a los visitantes. La controversia ayudó a facilitar el reconocimiento de la preservación histórica y la restauración de muchos espacios del Capitolio en la década de 1970.

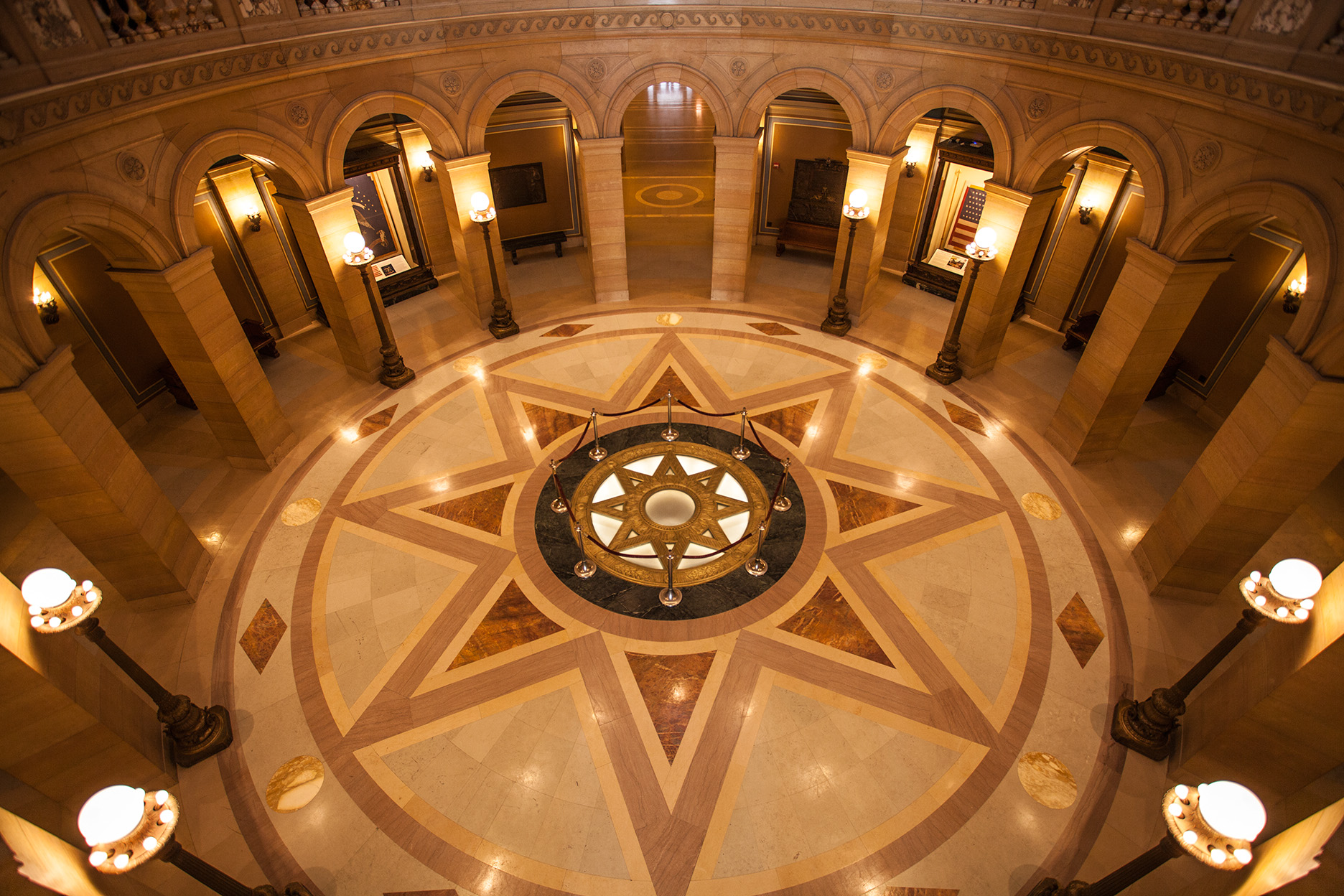
Estrella de ocho puntas que simboliza el lema de Minnesota, "Etoile du Nord" (La estrella del norte)

Una de las características distintivas del Capitolio, la estrella de latón y vidrio translúcido de ocho puntas que simboliza el lema de Minnesota, Etoile du Nord (La estrella del norte), se encuentra en un círculo en el piso de la rotonda debajo de la cúpula central. El motivo de la estrella se repite luego en el piso de mármol de la rotonda con las puntas de la estrella usando mármol rojo númida del río Nilo, Egipto. El piso de vidrio de la estrella proporciona luz natural a la sala de audiencias del Capitolio del estado que se encuentra debajo. El lema se puede ver en otras áreas del Capitolio grabado en las paredes. Los símbolos de estado adicionales aparecen como detalles en configuraciones inesperadas. En un homenaje al apodo de Minnesota como "Gopher State", las tuzas de hierro fundido de tamaño natural se alzan sobre balaustradas en la rotonda. Durante la construcción del Capitolio, Lady Slipper fue adoptada como flor del estado en 1902. Gilbert hizo ajustar muchos de los capiteles corintios para presentar representaciones más grandes que la vida de la orquídea salvaje que se encuentra en los bosques del norte de Minnesota.
El domo electrolier (candelabro) se enciende cada Día de la Estadidad el 11 de mayo, cuando Minnesota se convirtió en el estado número 32 en la unión el 11 de mayo de 1858.

### Temas de la Guerra de Secesión

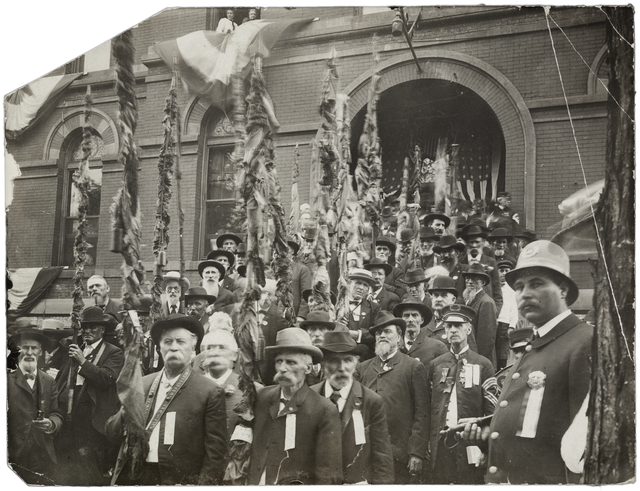
Retirada de las banderas de batalla del Antiguo al Nuevo Capitolio.

La calidad y el volumen del arte de la Guerra de Secesión y los artefactos históricos en el edificio del capitolio dan la apariencia de que el Capitolio es un monumento a los veteranos del conflicto. Sin embargo, la evidencia sugiere que fue un proceso menos deliberado y más orgánico.
Gilbert había planeado originalmente que las piezas artísticas que decoraran el interior del capitolio fueran principalmente de naturaleza alegórica. Sin embargo, la Junta de Comisionados del Capitolio Estatal fue contactada por veteranos de la Guerra y legisladores de Minnesota que querían que esas obras de arte representasen sucesos reales del pasado de los estados en lugar de imágenes alegóricas. En particular, querían el reconocimiento de las unidades militares de Minnesota. Debido a esto y al problema adicional de que faltaban fondos para construir un obelisco inmenso deseado que sería el monumento a los veteranos, se convenció a Gilbert de enmendar su visión e incluir homenajes de la Guerra de Secesión dentro del edificio del Capitolio.
El día de la Bandera de 1905, las diversas banderas de batalla del regimiento fueron retiradas del antiguo Capitolio del estado y trasladadas por un desfile de veteranos al nuevo Capitolio. Cuatro de las seis pinturas instaladas originalmente en la sala de recepción del gobernador recreaban temas de la Guerra de Secesión, al igual que las dos pinturas de la antesala del gobernador. Gilbert originalmente parecía querer que las estatuas en los nichos de la rotonda del segundo piso fueran senadores de Minnesota o presidentes de los Estados Unidos, sin embargo, las estatuas finalmente instaladas entre 1909 y 1914 lo fueron de veteranos de la Guerra de Secesión. Años después de que se terminase la construcción, se agregaron más placas y bancos en memoria de los habitantes de Minnesota que sirvieron en la Guerra de Secesión entre las décadas de 1920 y 1930 como resultado del cabildeo realizado por grupos de veteranos y legisladores.

## Exterior

### Cuadriga

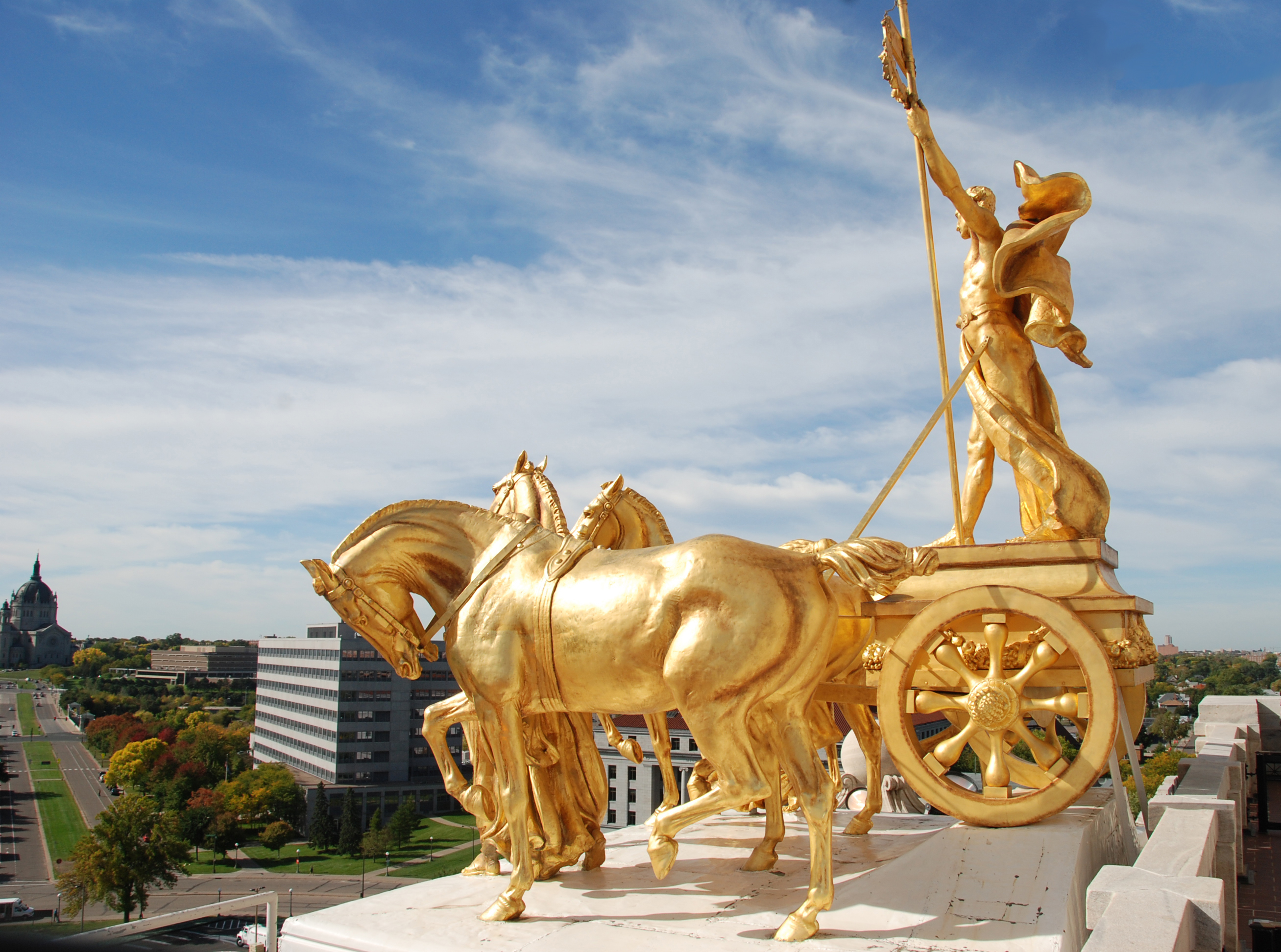
La cuadriga de Progreso del estado mirando al oeste.

Sobre la entrada sur del edificio hay una cuadriga dorada llamada Progreso del estado, que fue esculpida por Daniel Chester French y Edward Clark Potter. Se completó y se elevó hasta la cubierta del capitolio en 1906. Los cuatro caballos representan el poder de la naturaleza: Tierra, Viento, Fuego y Agua. Las mujeres que conducen los caballos simbolizan la Civilización y el hombre en el carro representa a la Prosperidad. French también suministró unas figuras únicas en yeso y ejecutadas en mármol que se encuentran inmediatamente debajo de la cuadriga. «Estas cifras representan las seis virtudes que apoyan y ayudan al progreso del estado», escribió la artista Julie C. Gauthier en una guía del Capitolio respaldada por Gilbert.
El grupo escultórico se volvió a reconstruir en 1949 y nuevamente en 1979. En 1994 y 1995, las estatuas se sometieron a un procedimiento de restauración que incluyó el reemplazo de la hoja de oro en las figuras. La restauración de un año implicó reemplazar los soportes de acero corroídos del interior de cada estatua. La esfera dorada colocada en la linterna sobre la cúpula del capitolio tenía un tratamiento similar. En 2014, la figura del auriga se retiró y se bajó al suelo para permitir reparaciones a la corrosión en la superficie superior del carro y se reinstaló en 2015.

### Capitol Mall
El State Capitol Mall incluye dieciocho acres de espacios verdes. A lo largo de los años, se han agregado monumentos y memoriales al centro comercial. El centro comercial y el edificio del capitolio en sí son supervisados por la Junta de Planificación y Arquitectura del Área del Capitolio (CAAPB), una pequeña agencia estatal que consta de doce miembros, con la responsabilidad de preservar y mejorar la dignidad, la belleza y la integridad arquitectónica del capitolio, los edificios. adyacente a él, los terrenos del capitolio y el área del capitolio.

## Renovación

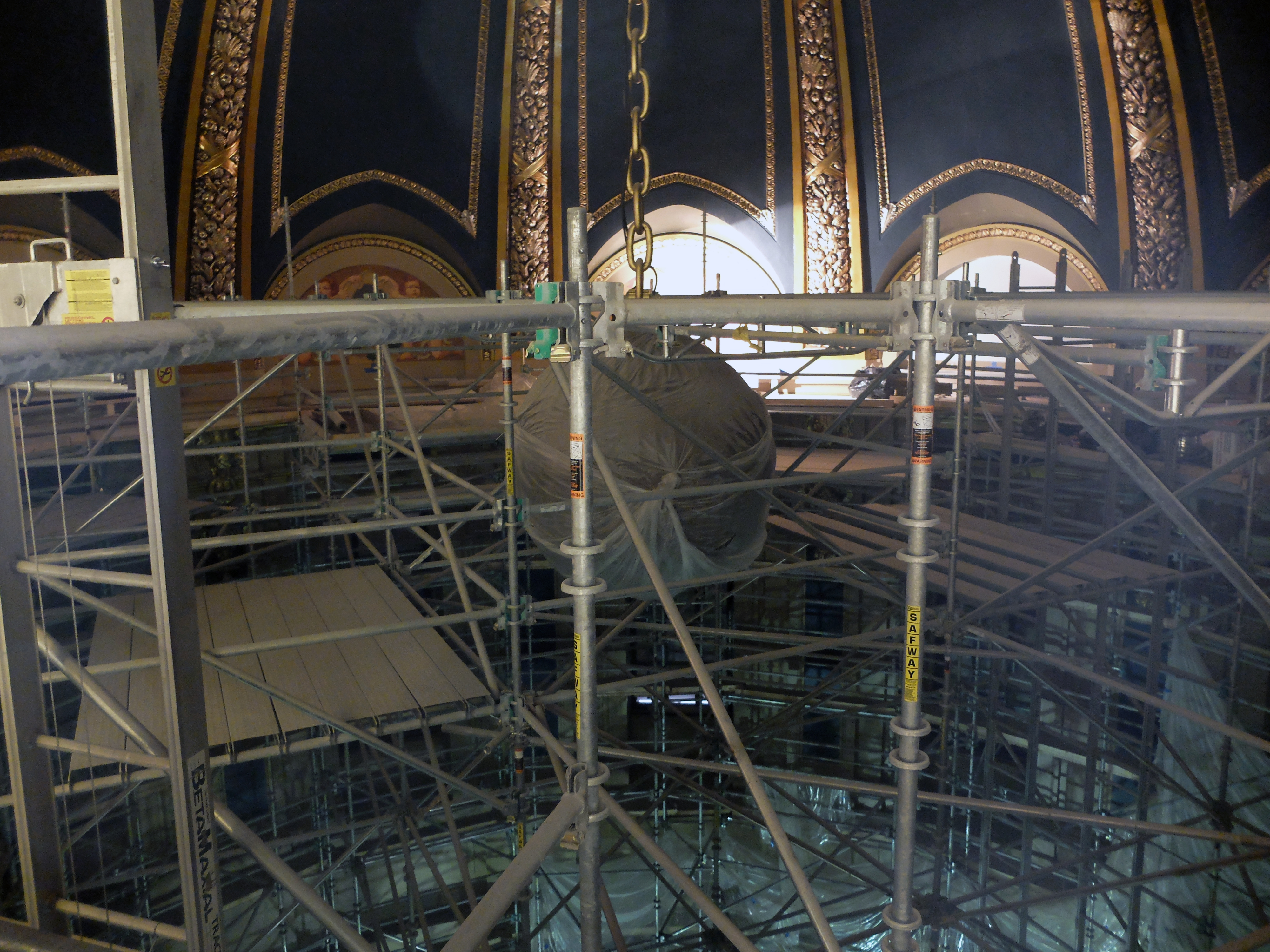
Trabajos de renovación en 2013

El edificio se sometió a un proyecto de restauración integral de 2013 a 2017, la primera renovación importante desde que fuera inaugurado el edificio. La obra comenzó en 2013, y el proyecto se estimó en ese momento en un costo de 241 millones de dólares, financiado a través de una serie de asignaciones hechas por la legislatura de Minnesota. El proyecto reparó y modernizó los sistemas de construcción deteriorados, restauró el edificio a la visión arquitectónica original de Cass Gilbert, aumentó el espacio para reuniones públicas (incluido un nuevo salón de clases para que la Sociedad Histórica de Minnesota albergue grupos escolares y brinde información sobre el edificio), seguridad de vida actualizada sistemas y accesibilidad mejorada para personas con discapacidad.
Durante la renovación, se restauraron o reemplazaron más de 30.000 piezas de mármol. La cantidad de espacio público en el edificio se duplicó a casi 3716 m², con una serie de nuevos espacios públicos abiertos al público para reserva y uso durante todo el año. El proyecto incluyó una restauración de las muchas obras de arte del capitolio, lo que provocó discusiones sobre algunas pinturas en el edificio que muestran representaciones controvertidas de indios americanos. Se llevó a cabo una serie de reuniones de opinión pública en todo el estado para recopilar comentarios y considerar opciones para nuevas políticas con respecto al arte en el edificio renovado. Cuando se reabrió el edificio, dos de esas pinturas, El padre Hennepin descubriendo las cataratas de San Antonio y el Tratado de Traverse des Sioux fueron reubicadas mientras que otras permanecieron en su lugar.
La renovación obligó a la Cámara y al Senado a celebrar una sesión especial en el cercano edificio de oficinas estatales en 2015. Durante la sesión regular de 2016, el Senado se reunió en el edificio de oficinas del Senado recién terminado, con el capitolio abierto para un acceso limitado a la sala  de la Cámara durante la sesión. En el momento de su finalización en 2017, el costo total del proyecto de renovación alcanzó alrededor de 310 millones de dólares. La mayor parte de la construcción se completó al comienzo de la sesión legislativa de 2017 en enero. El proyecto se completó oficialmente en agosto de 2017, momento en el que todos los espacios recientemente renovados del edificio se abrieron al público.
Una gran celebración de inauguración de tres días tuvo lugar el 11, 12 y 13 de agosto de 2017. La celebración contó con una ceremonia de corte de cinta con líderes estatales y locales, paneles de conversaciones con destacados habitantes de Minnesota (incluido el exvicepresidente Walter Mondale y la entrenadora principal de los Minnesota Lynx Cheryl Reeve), un evento de degustación de cerveza con más de 25 cerveceros artesanales de Minnesota, además de actuaciones musicales de las bandas de Minnesota Poliça y Cloud Cult.

## Galerías

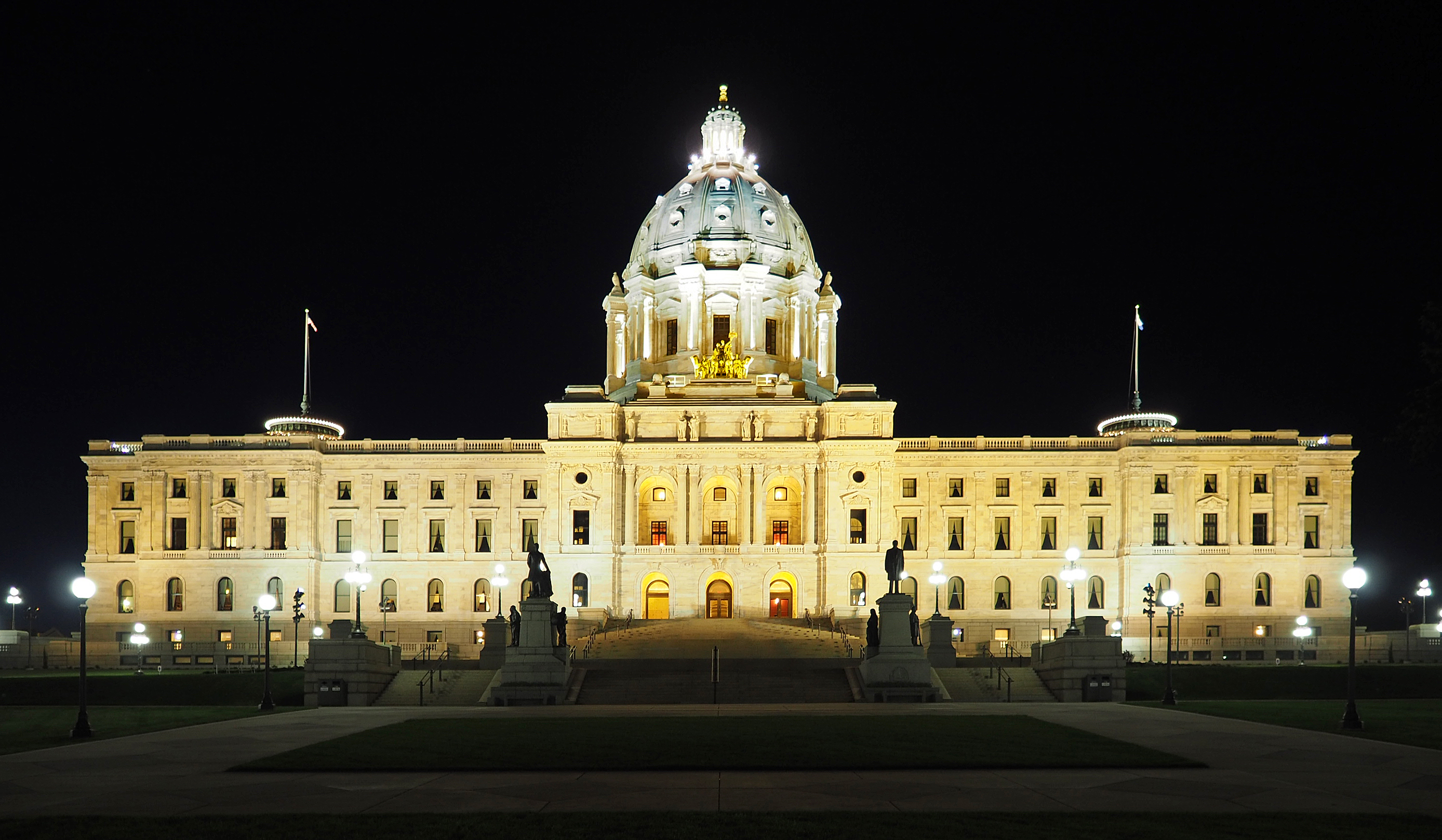
El Capitolio de noche
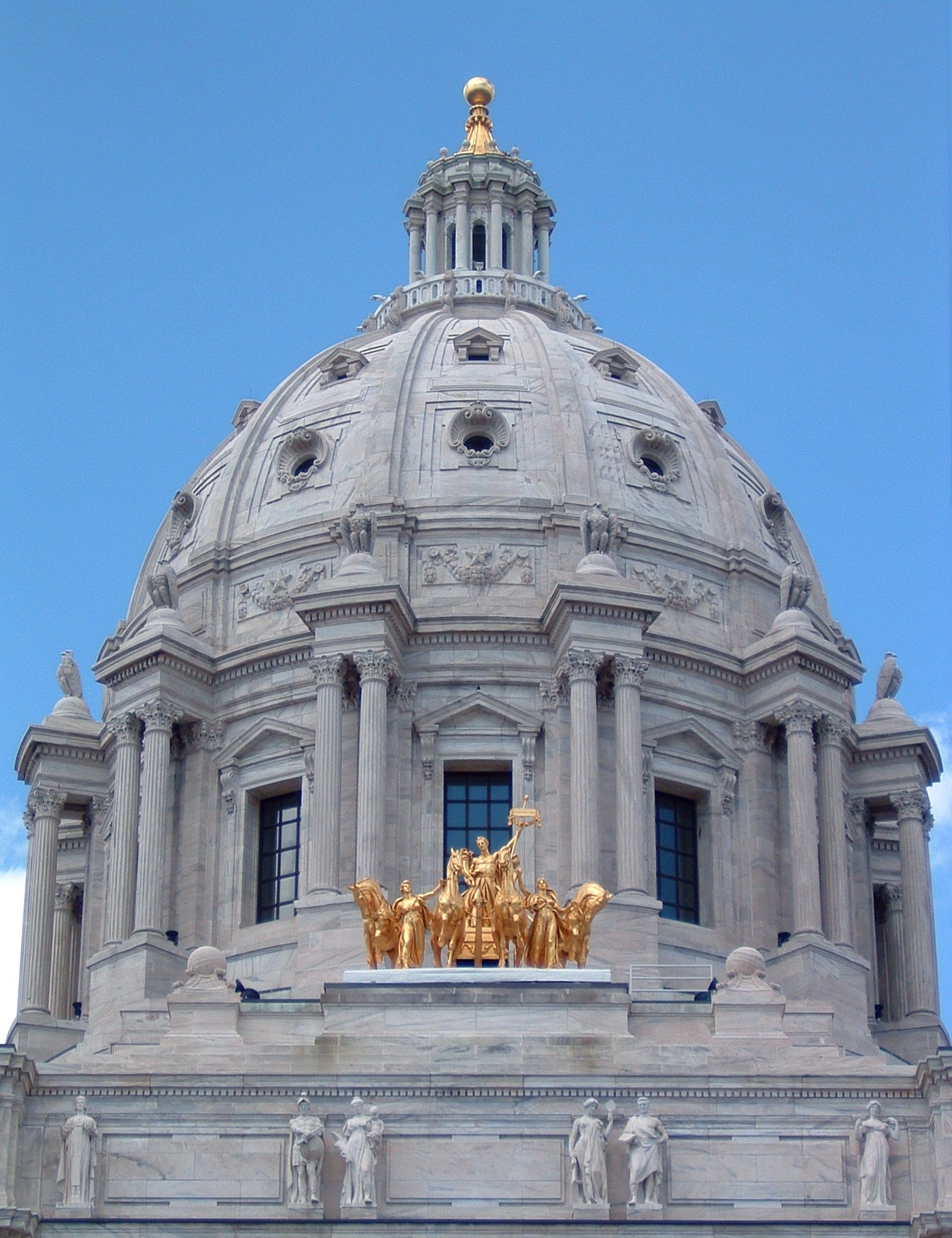
Cúpula de mármol
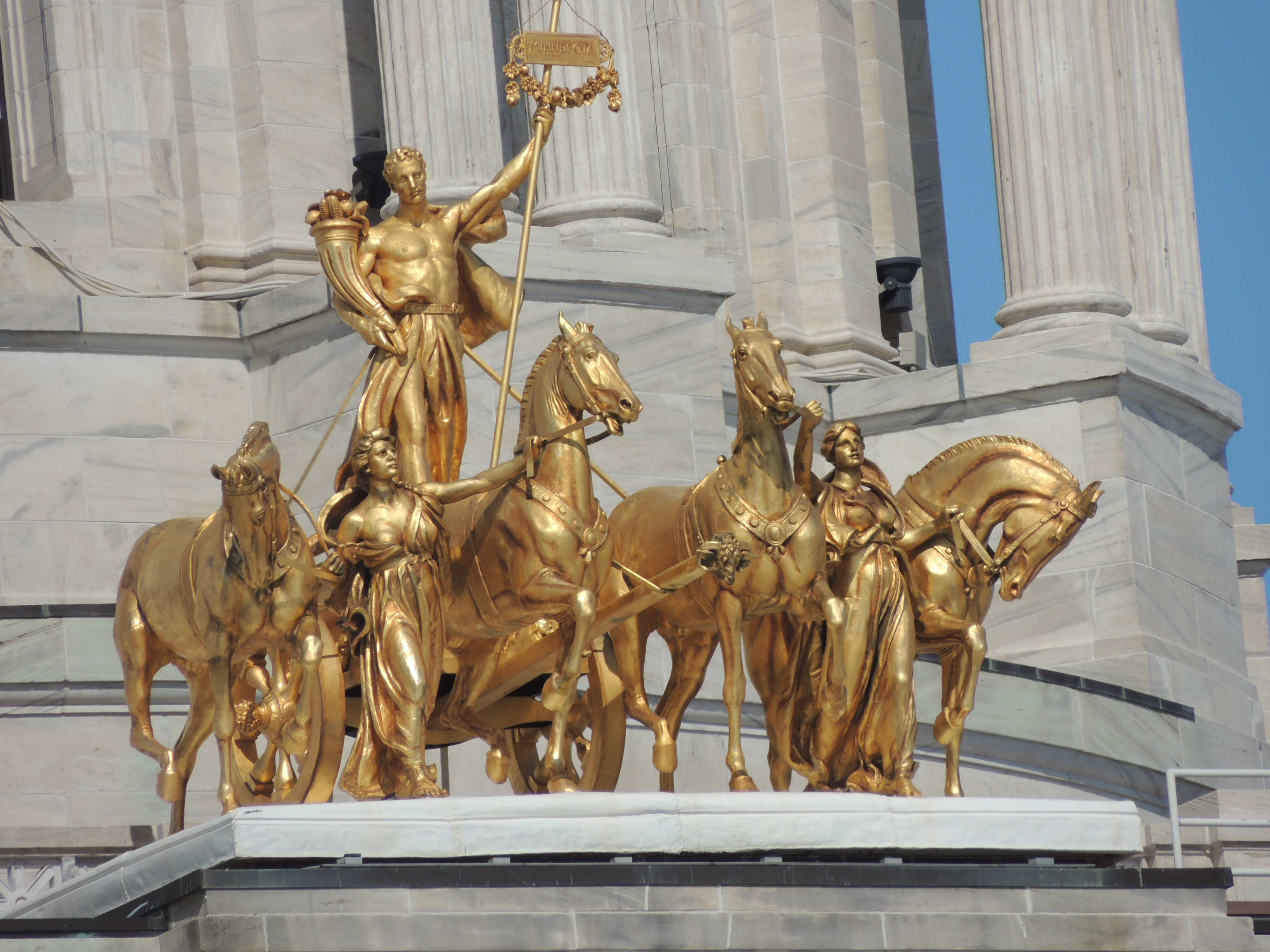
El Progreso del Estado (Cuadriga)
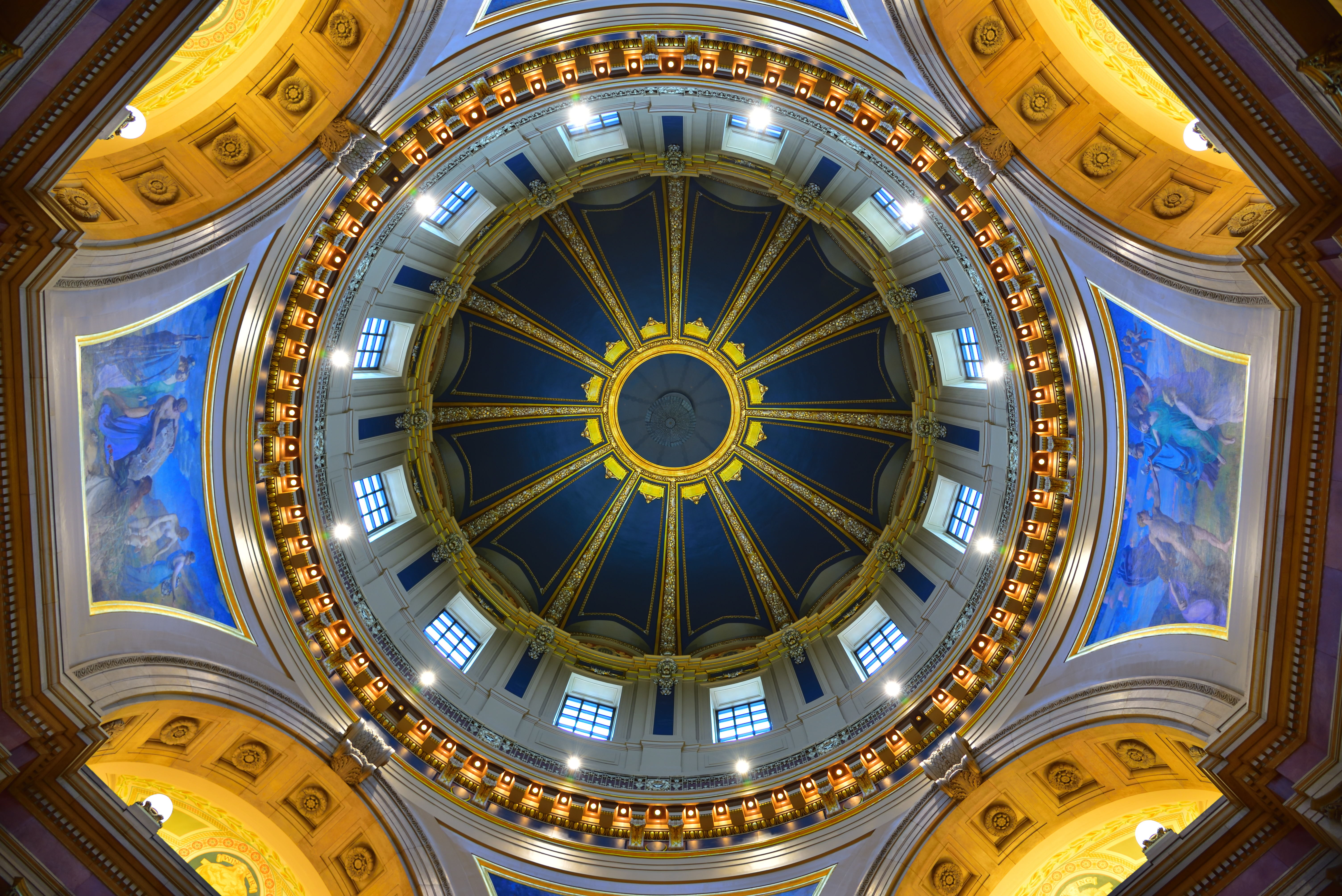
Dentro de la cúpula
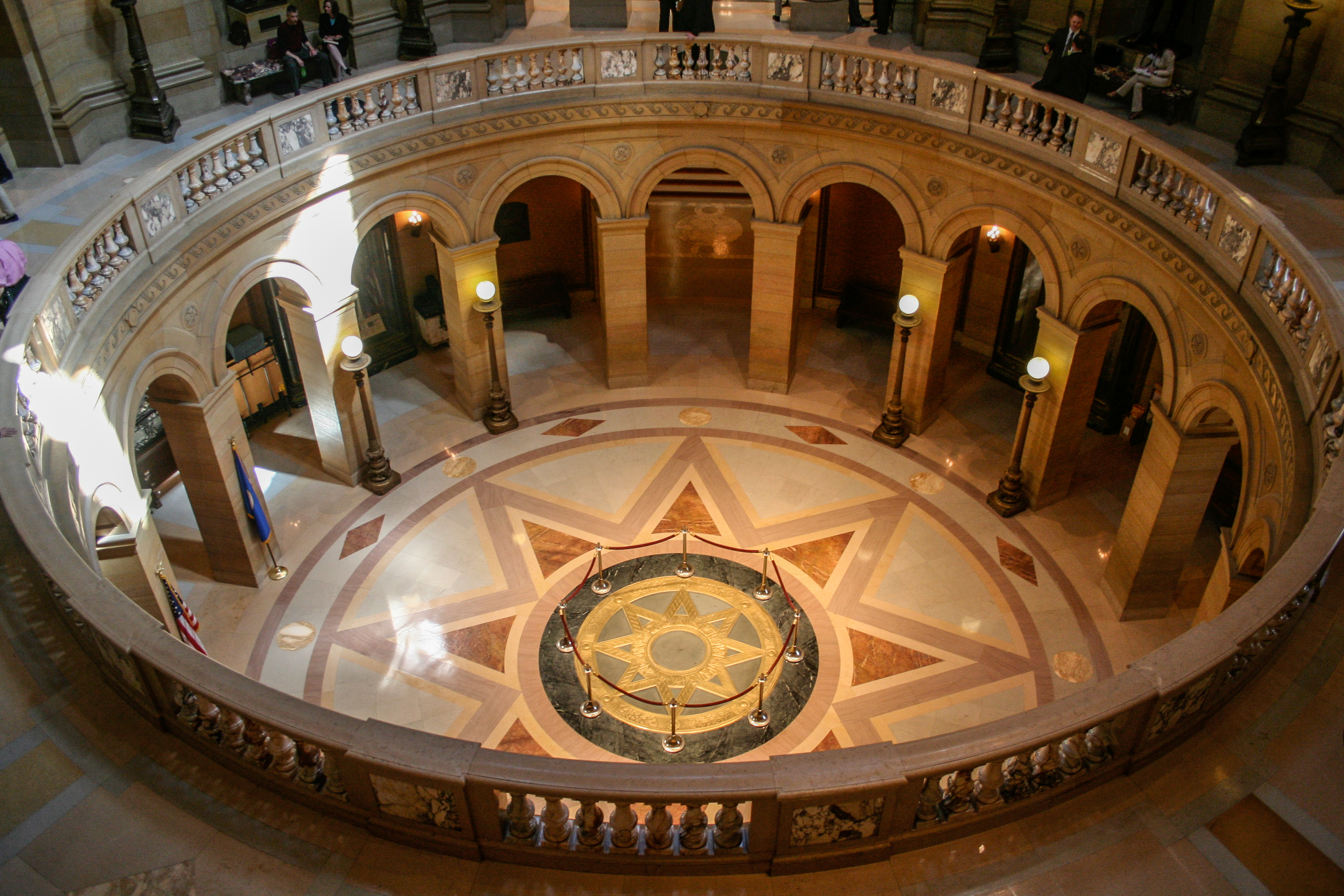
Rotonda
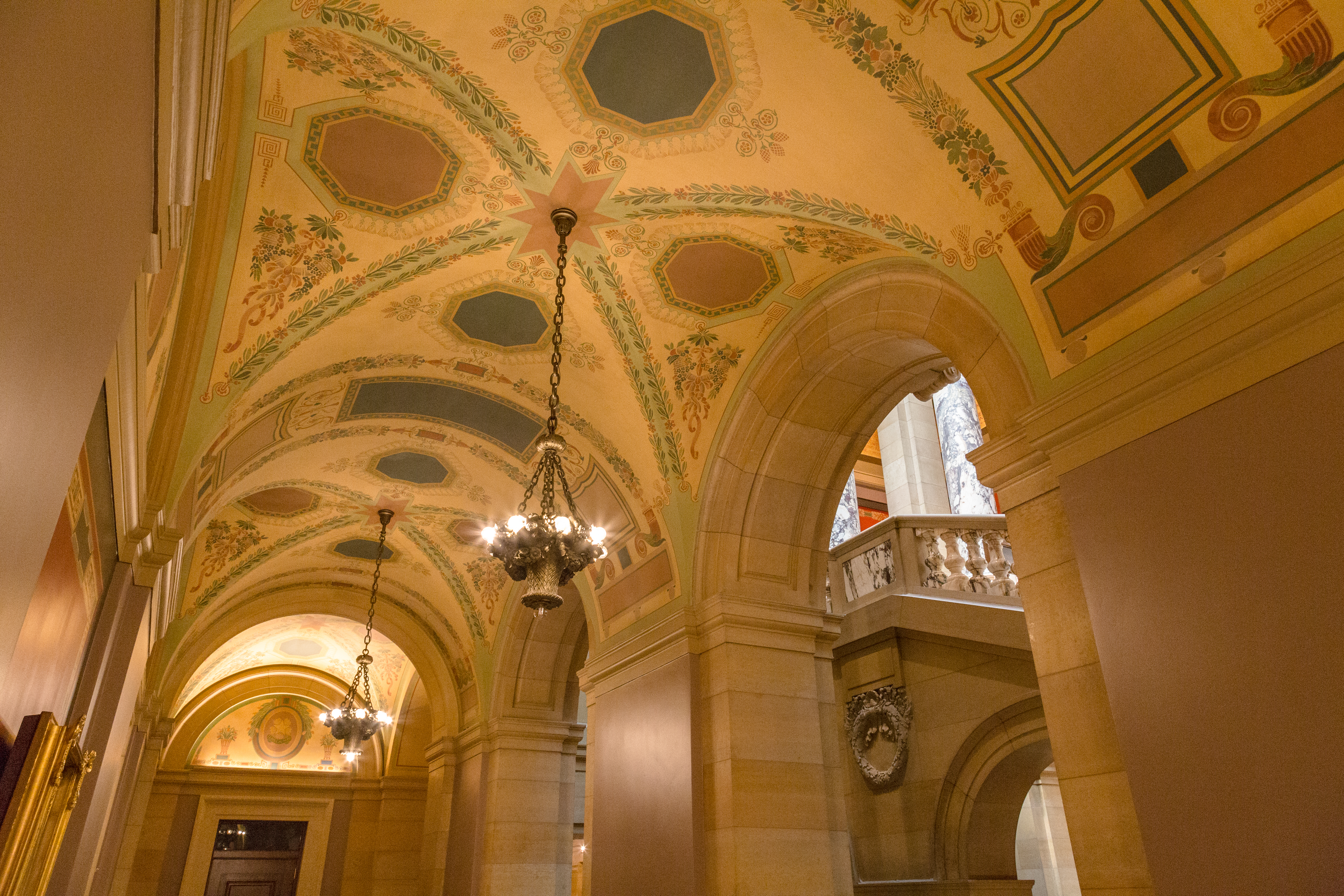
Pasillo interior
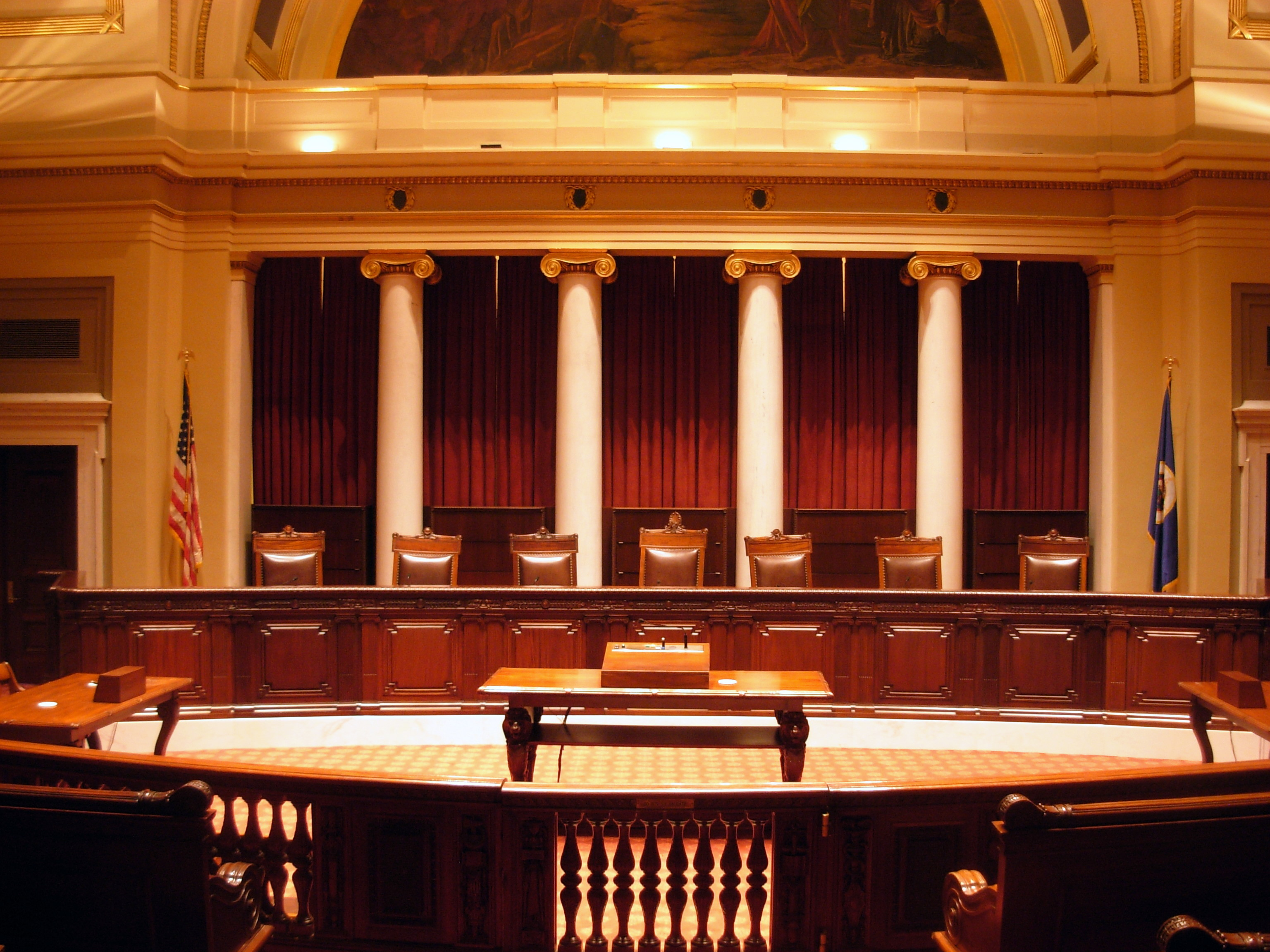
Sala de la Corte Suprema
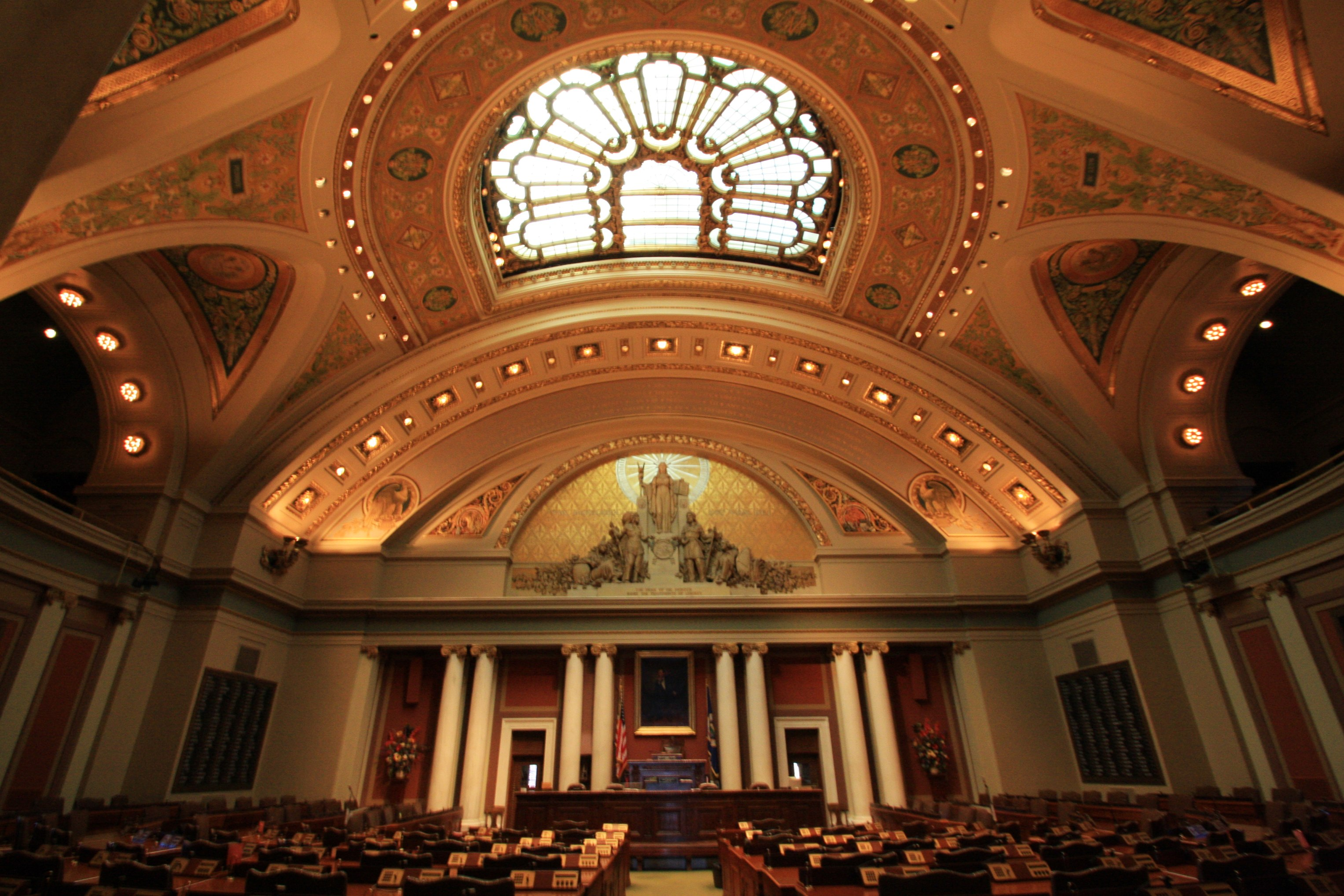
Cámara de la Cámara de Representantes
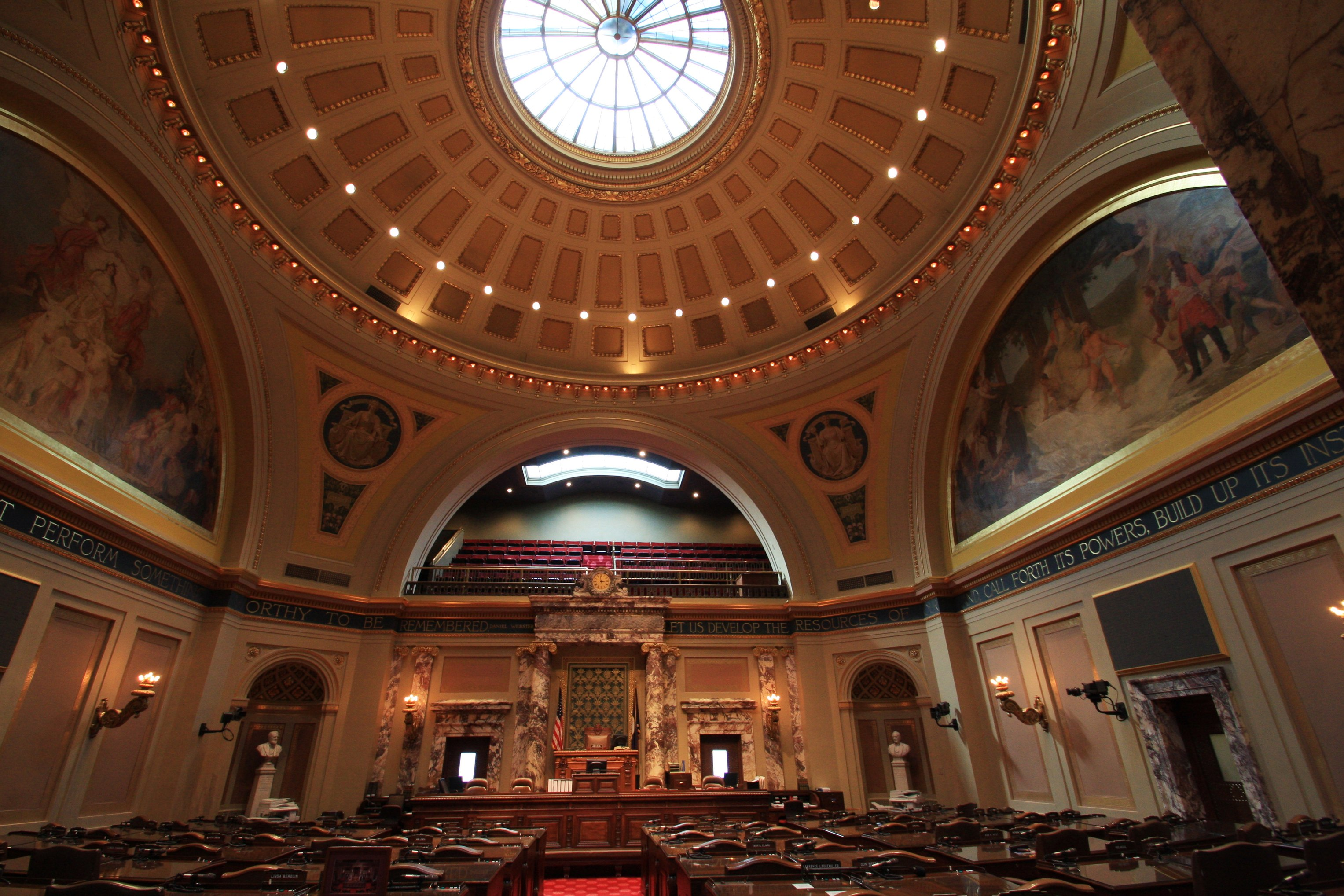
Cámara del Senado estatal
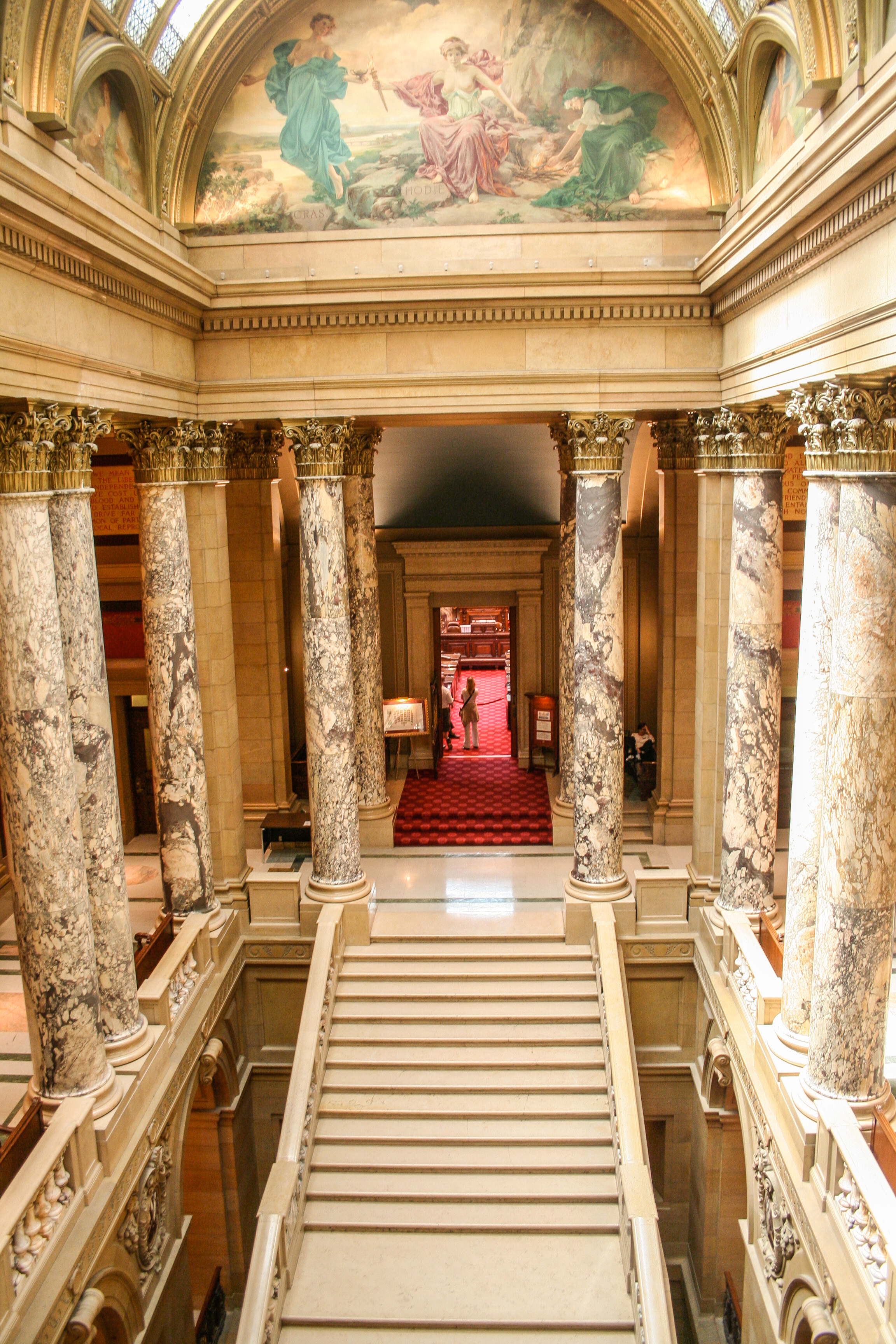
Ala oeste que conduce a la cámara del Senado
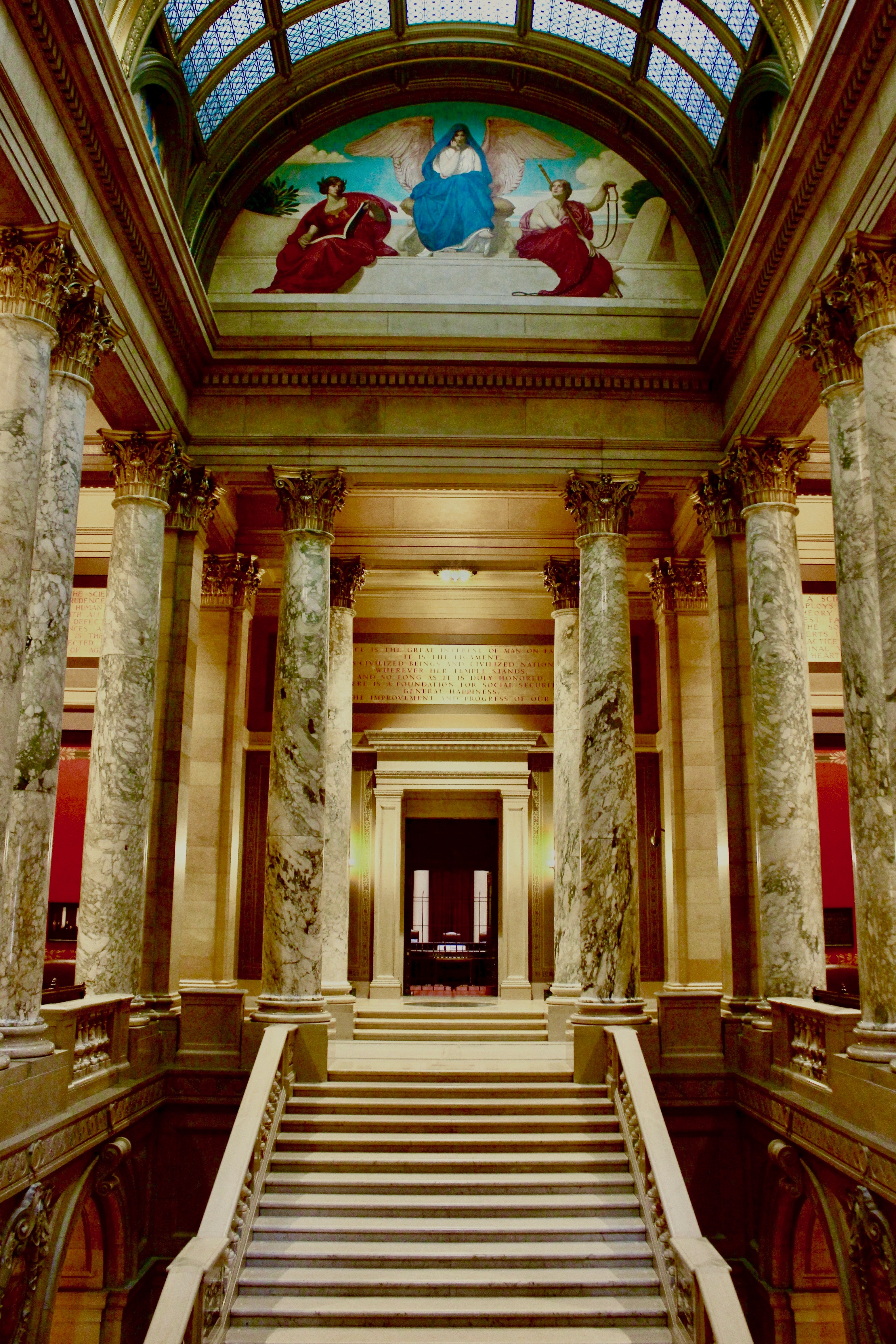
Ala este que conduce a la Sala de la Corte Suprema

Pinturas en la sala de recepción y la antesala del gobernador
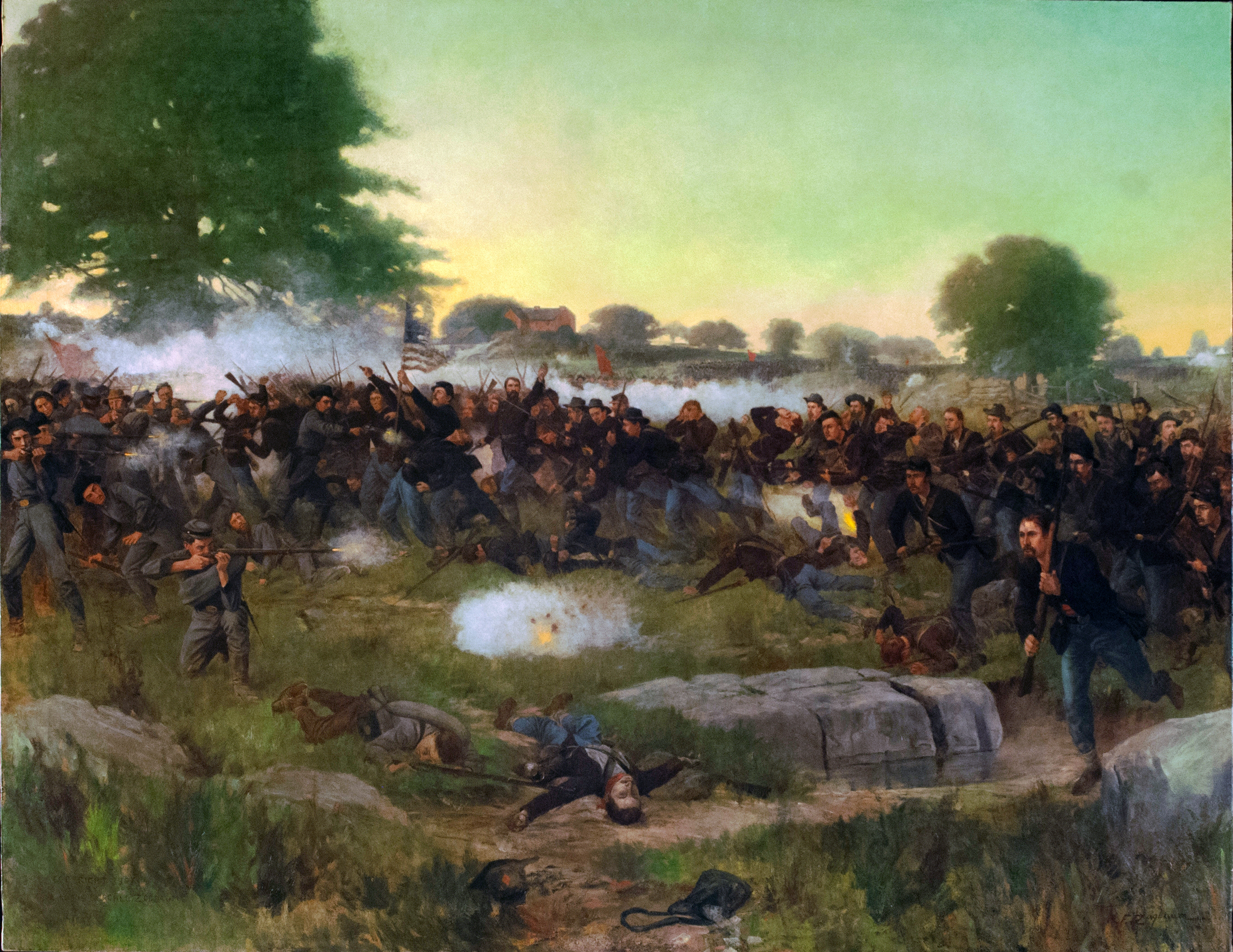
La batalla de Gettysburg por Fairchild Zogbaum
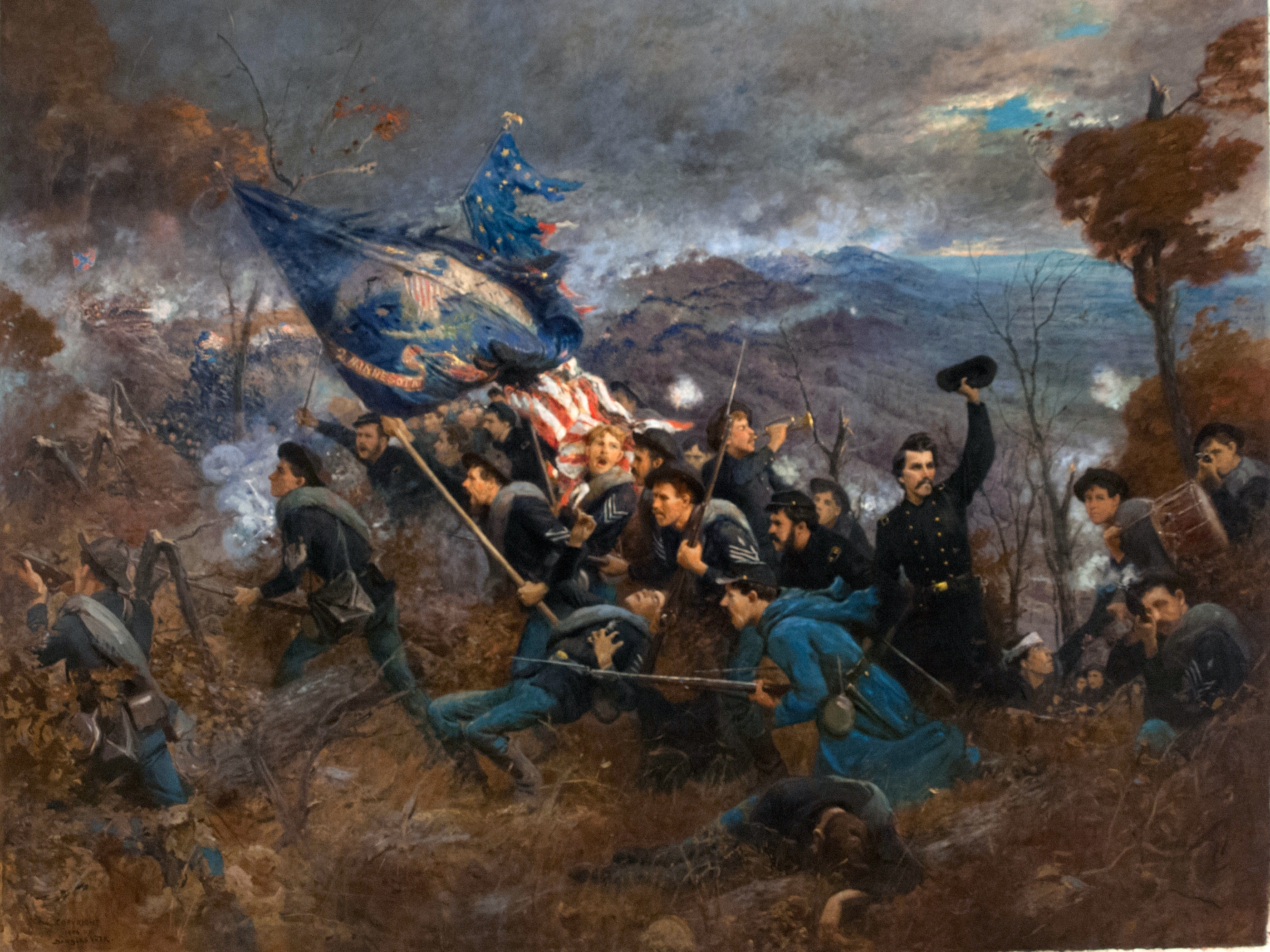
El segundo regimiento de Minnesota en Missionary Ridge, por Douglas Volk
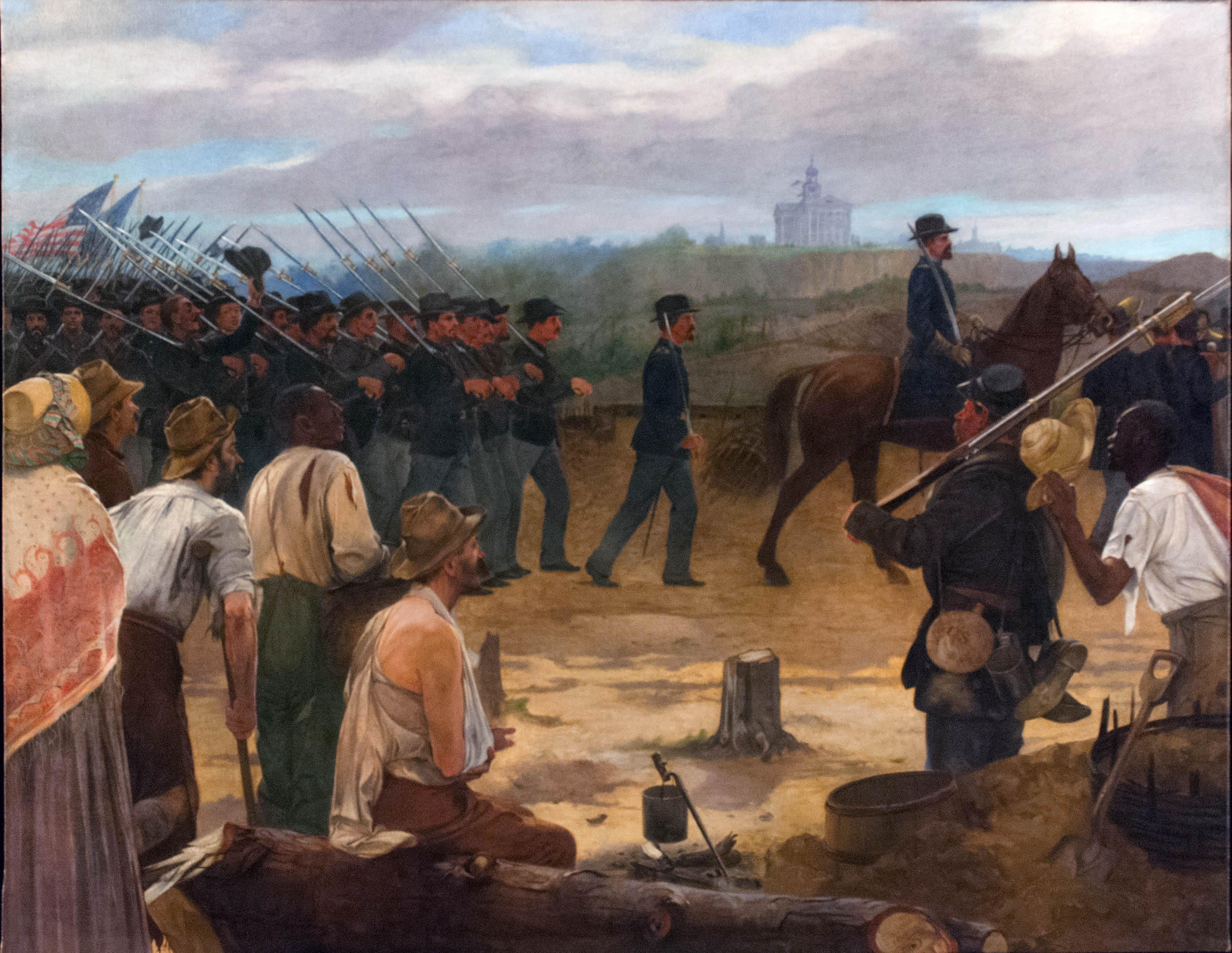
La cuarta entrada de Minnesota a Vicksburg, por Francis D. Millet
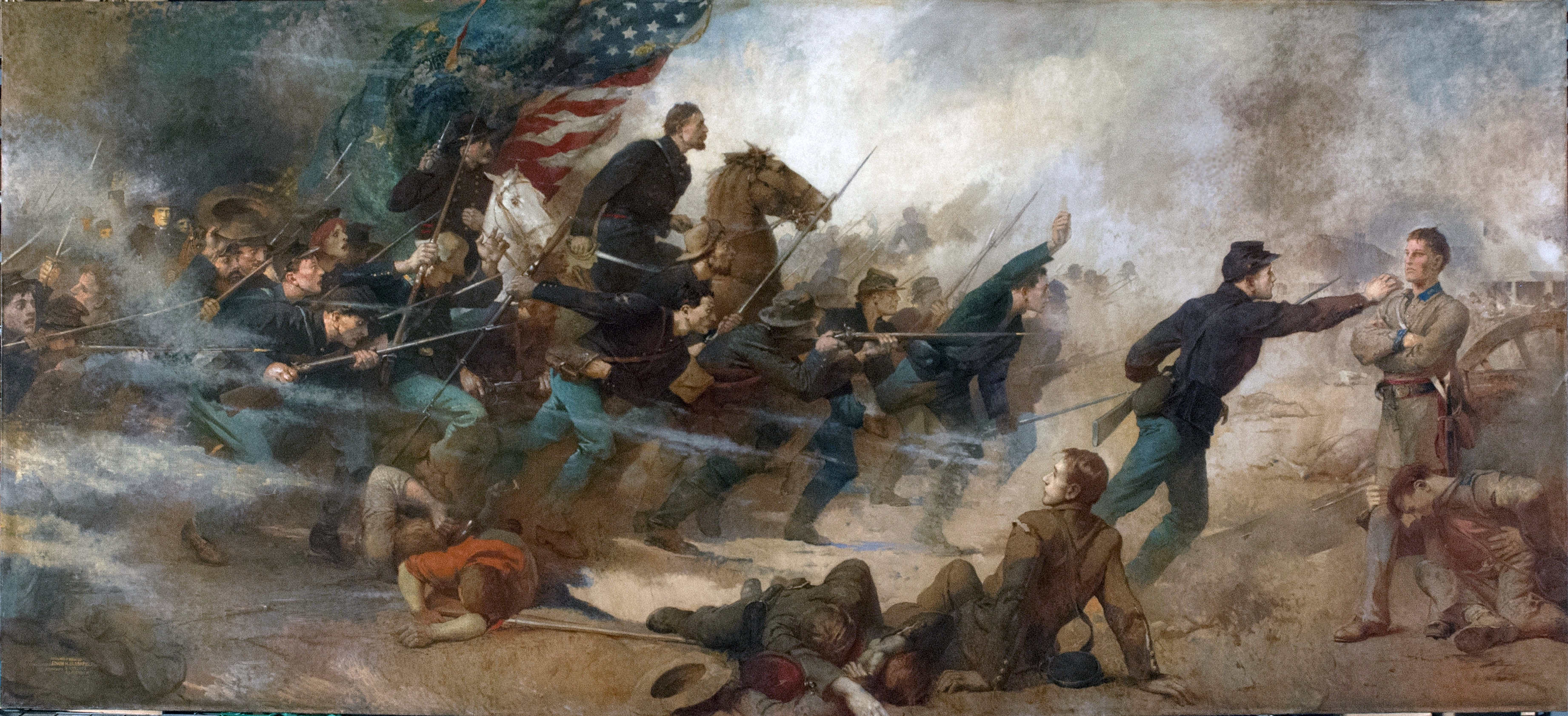
El quinto Minnesota en Corinth, por Edwin H. Blashfield
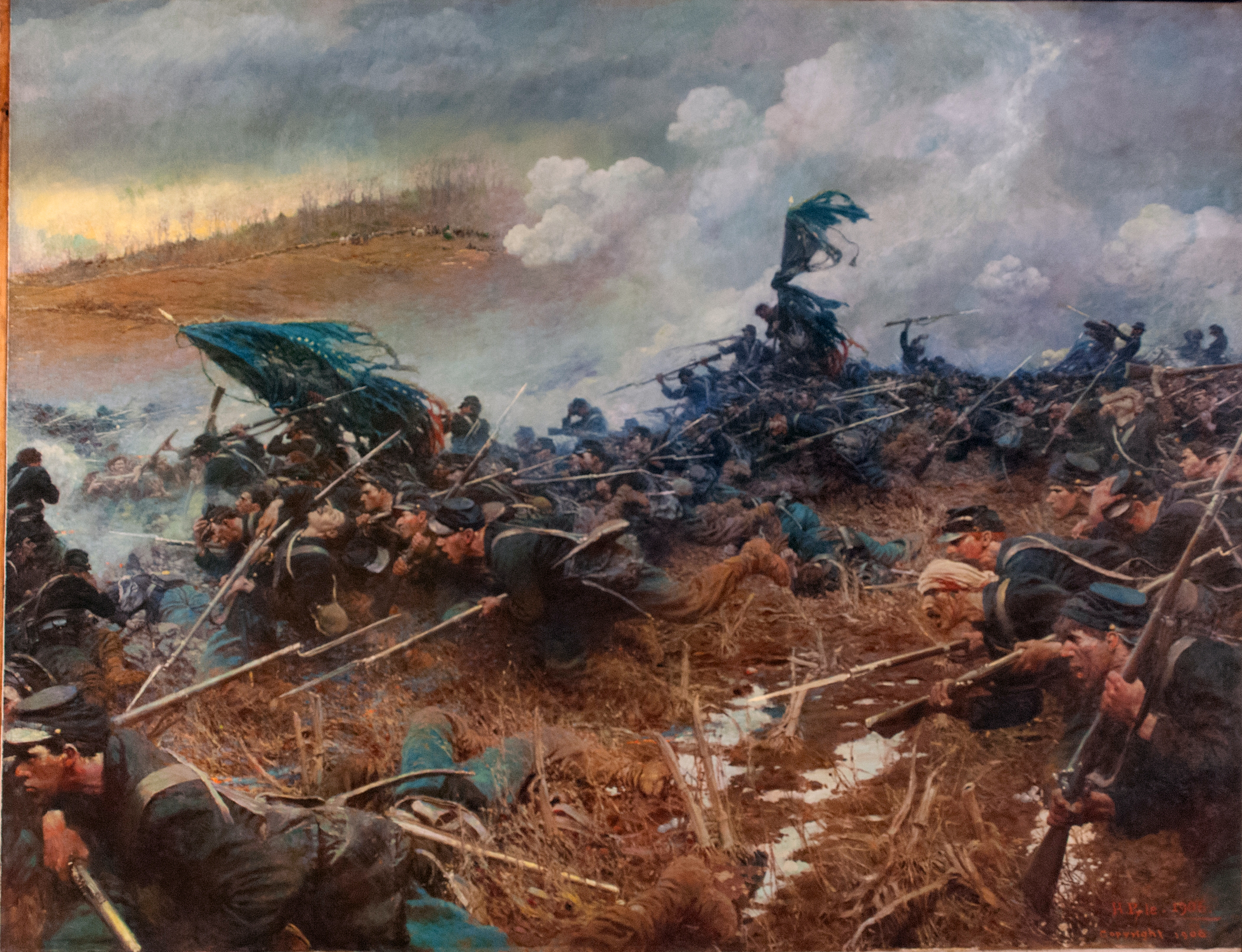
La batalla de Nashville, por Howard Pyle
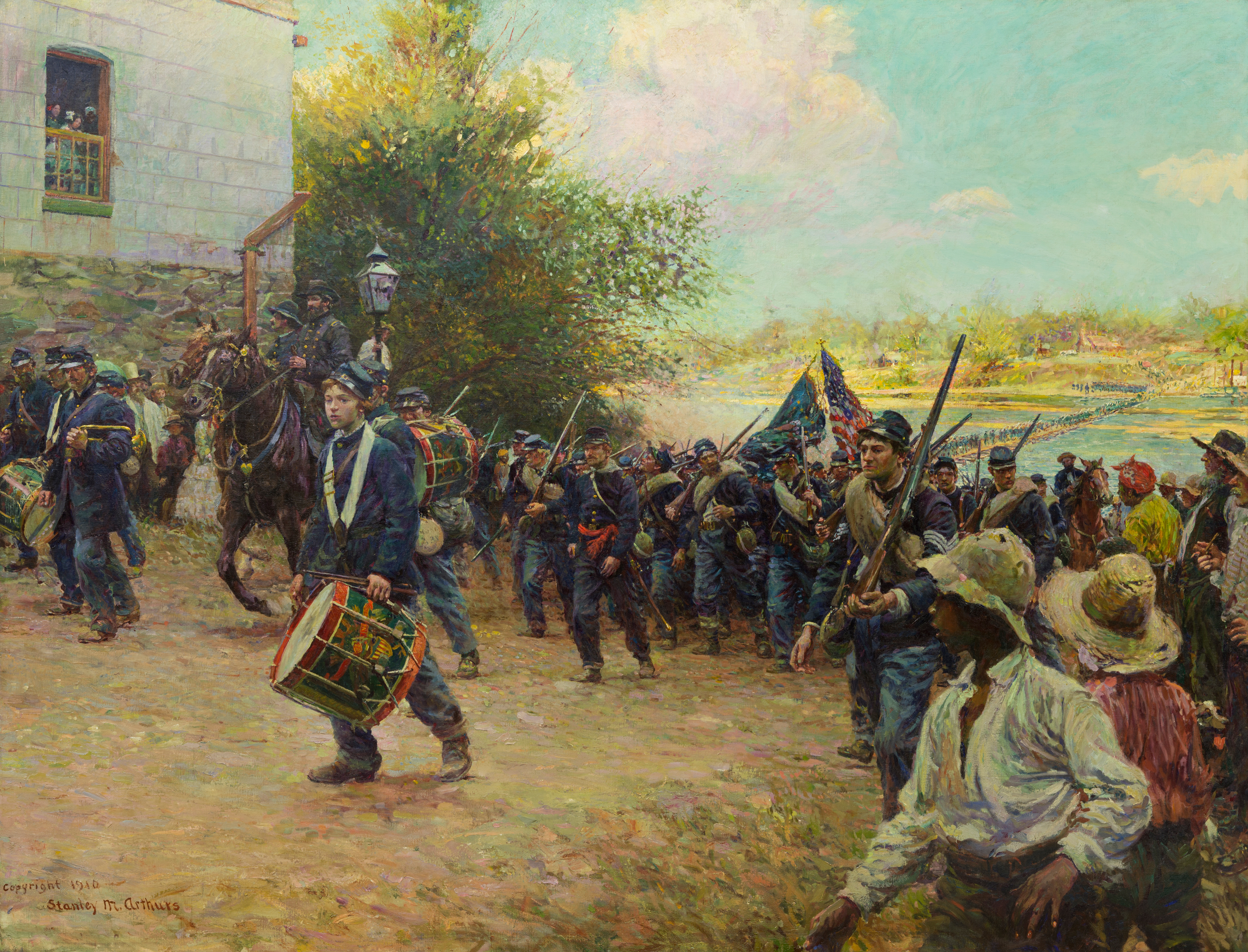
La tercera entrada de Minnesota a Little Rock por Stanley M. Arthurs

Monumentos conmemorativos en la rotonda
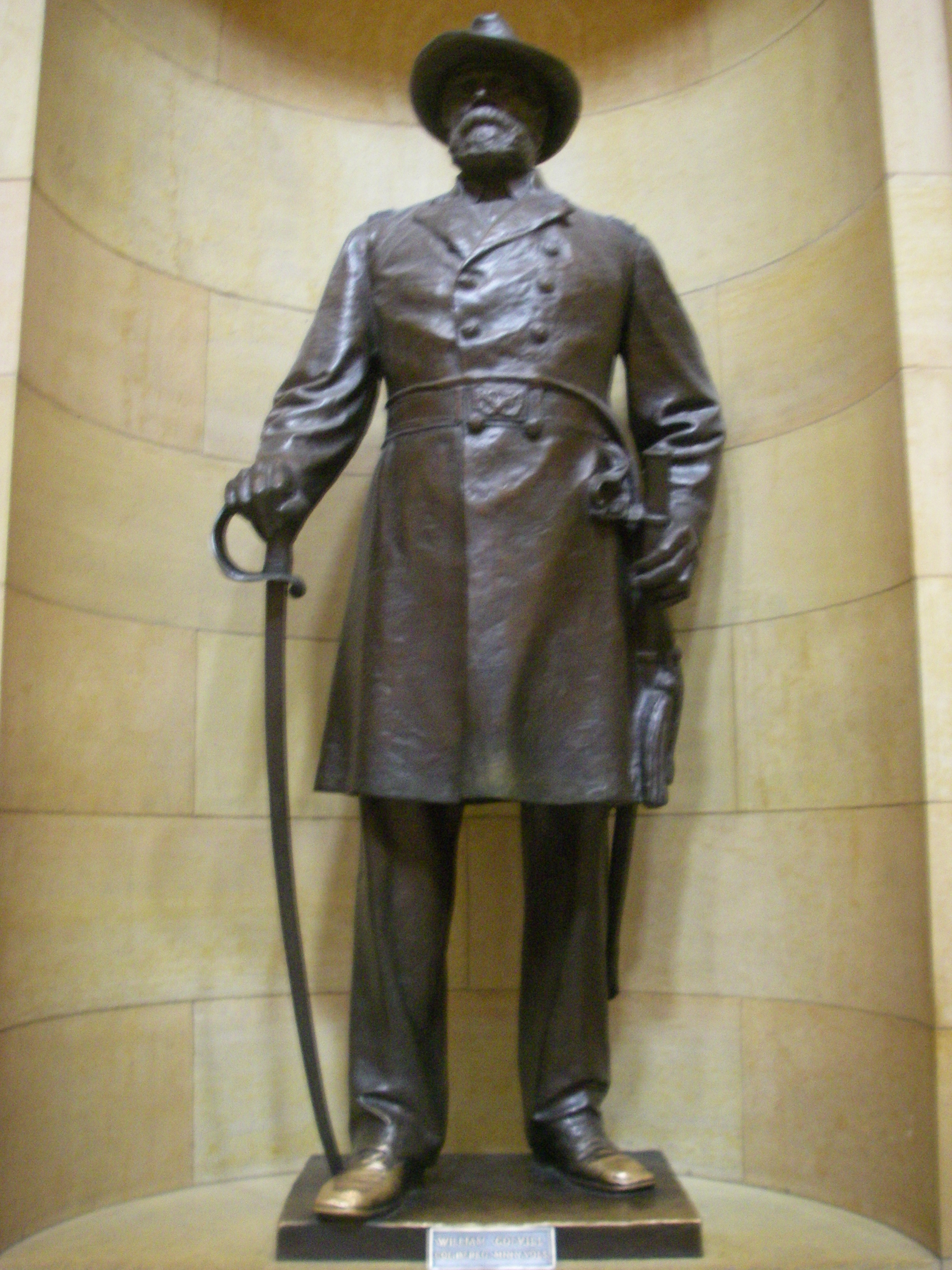
William J. Colvill
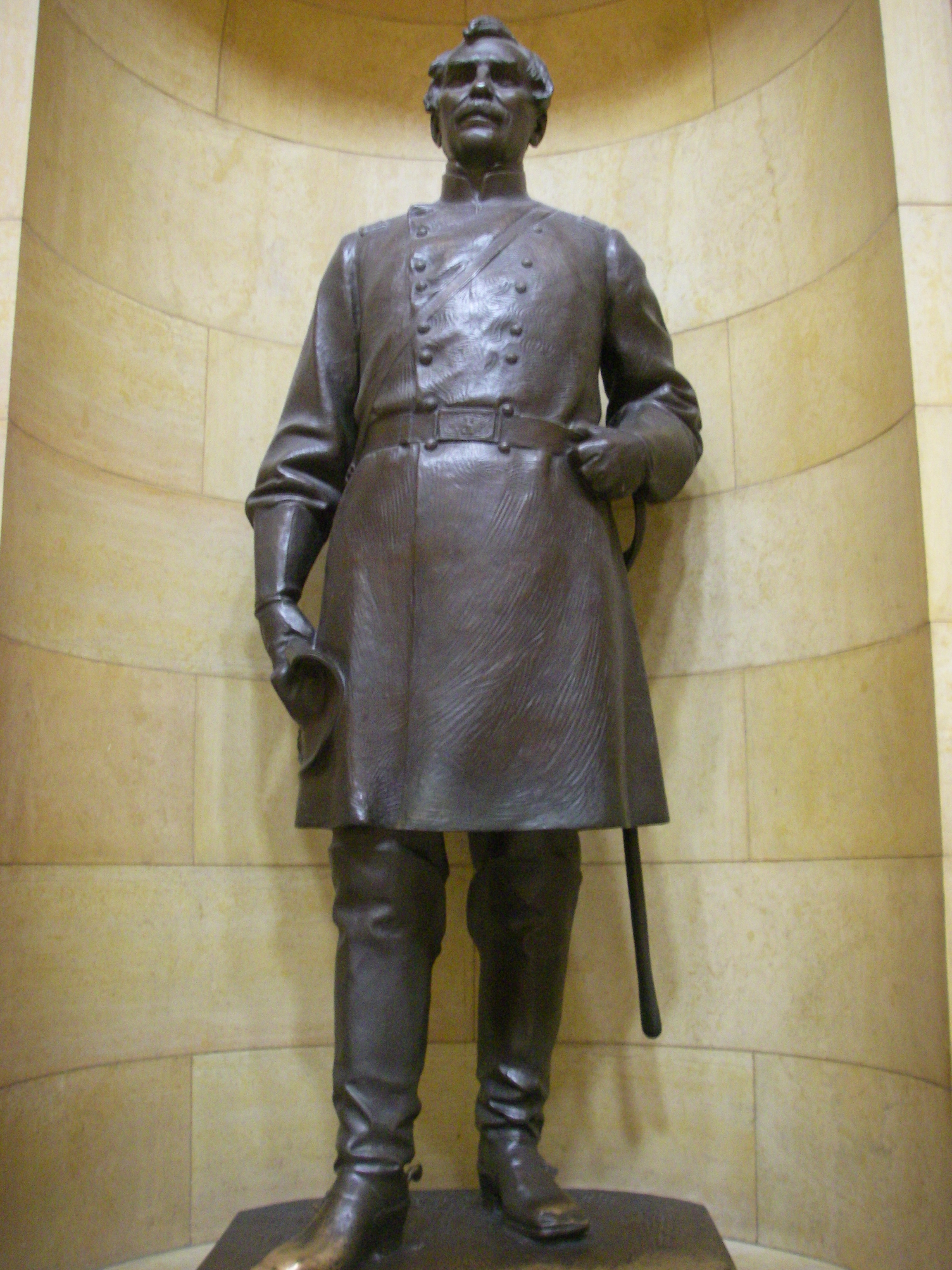
James Shields
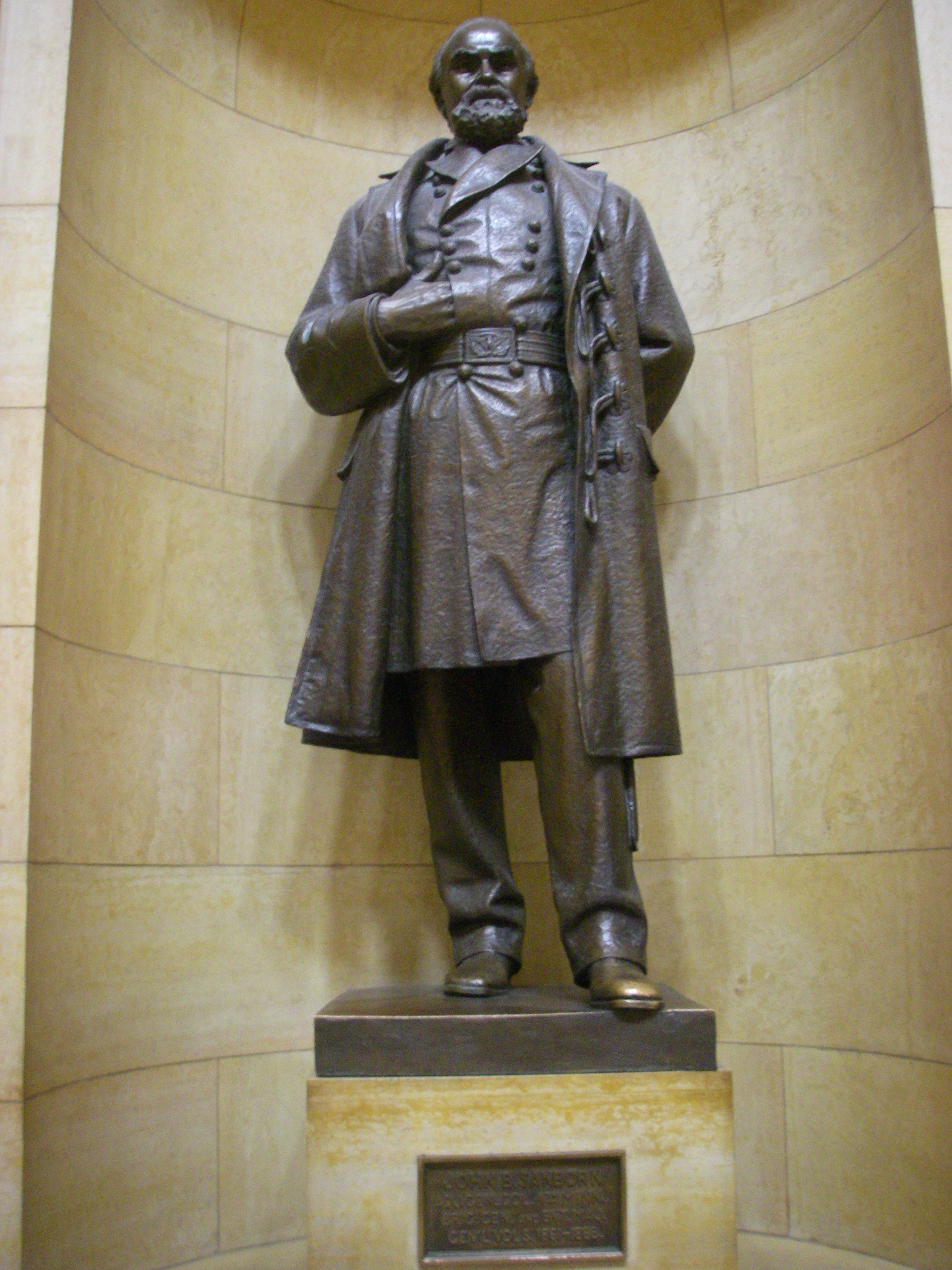
John B. Sanborn
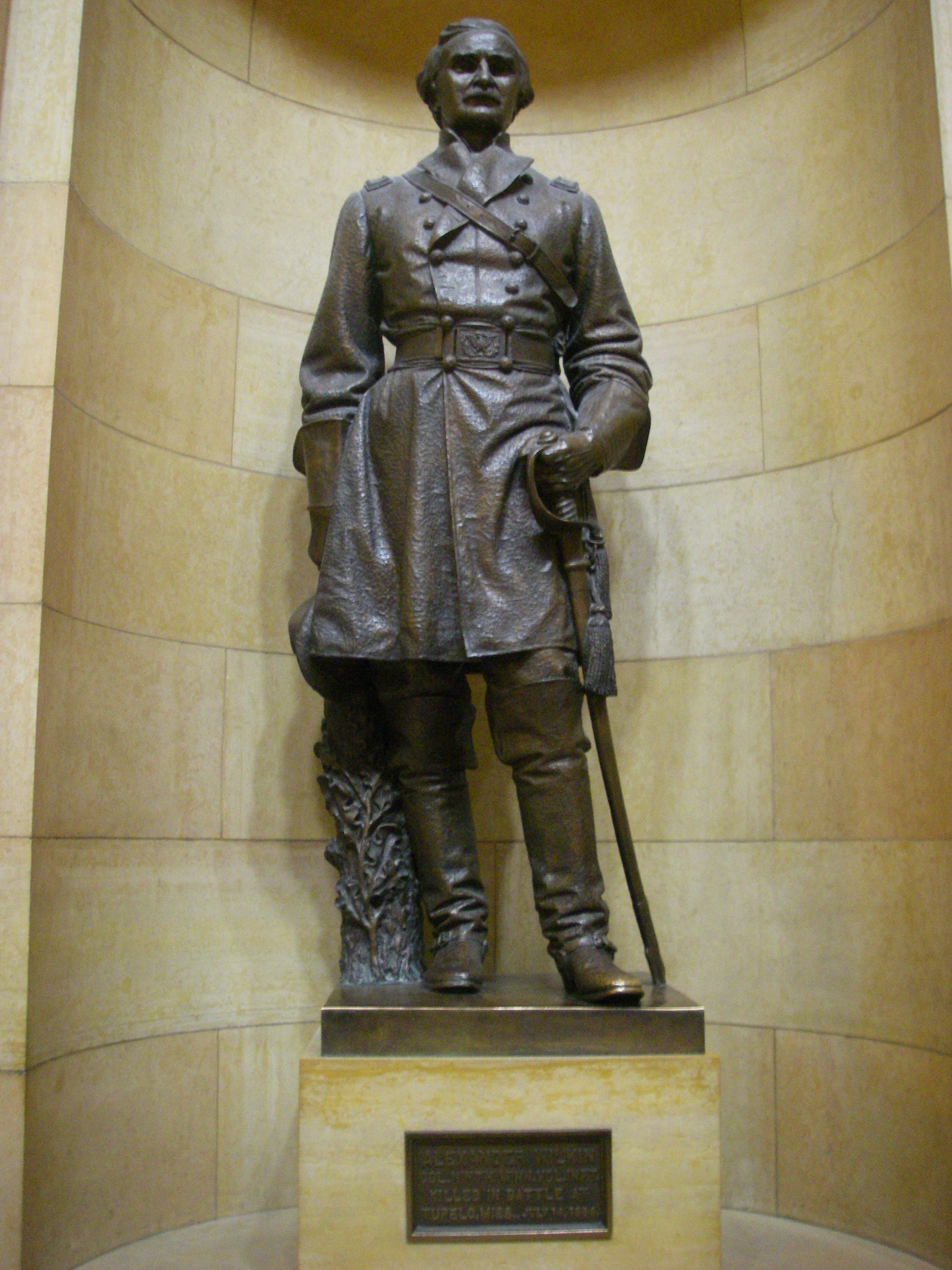
Alexander Wilkin

Murales de la 'Civilización del Noroeste' en la rotonda
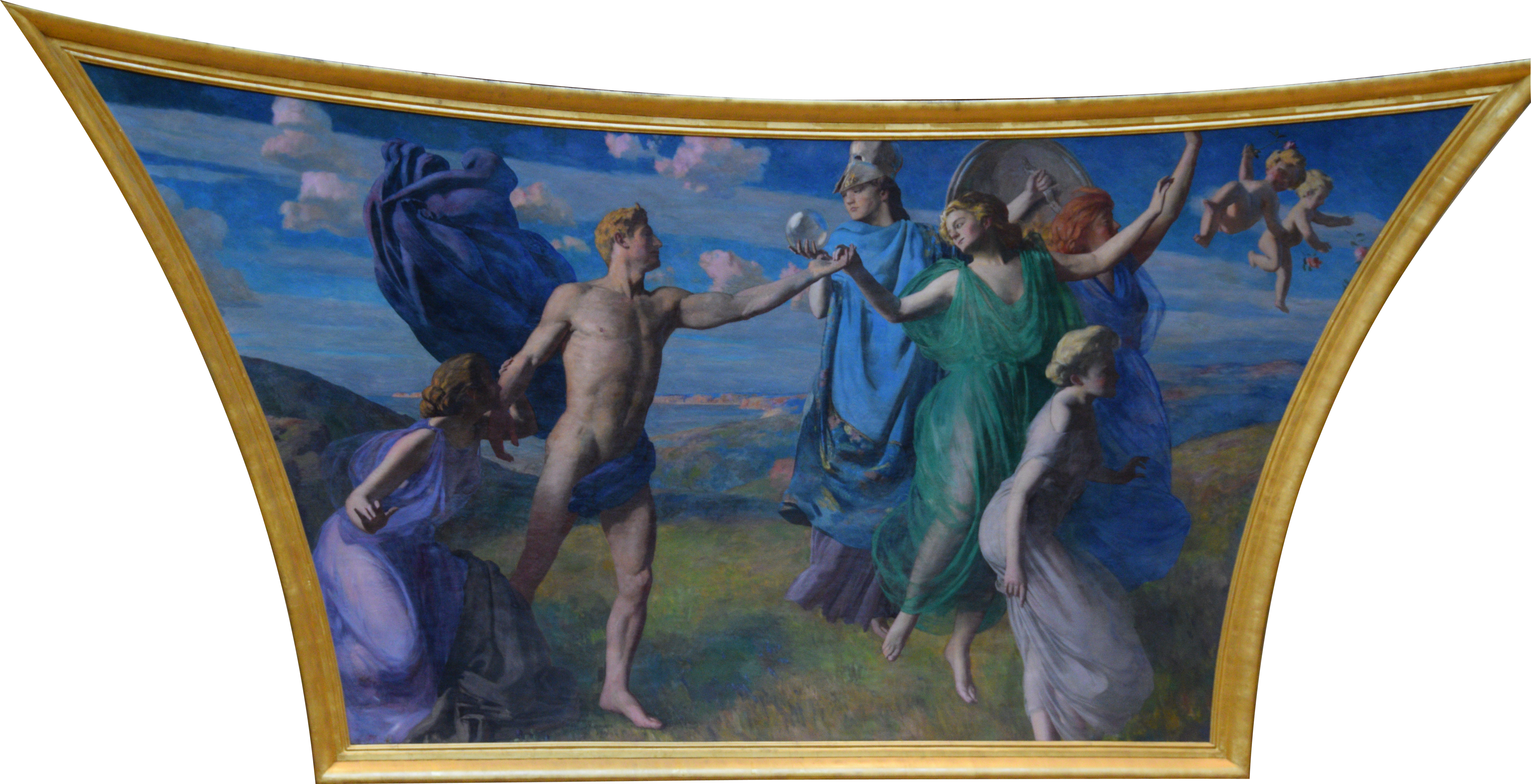
Rotonda (esquina sureste)
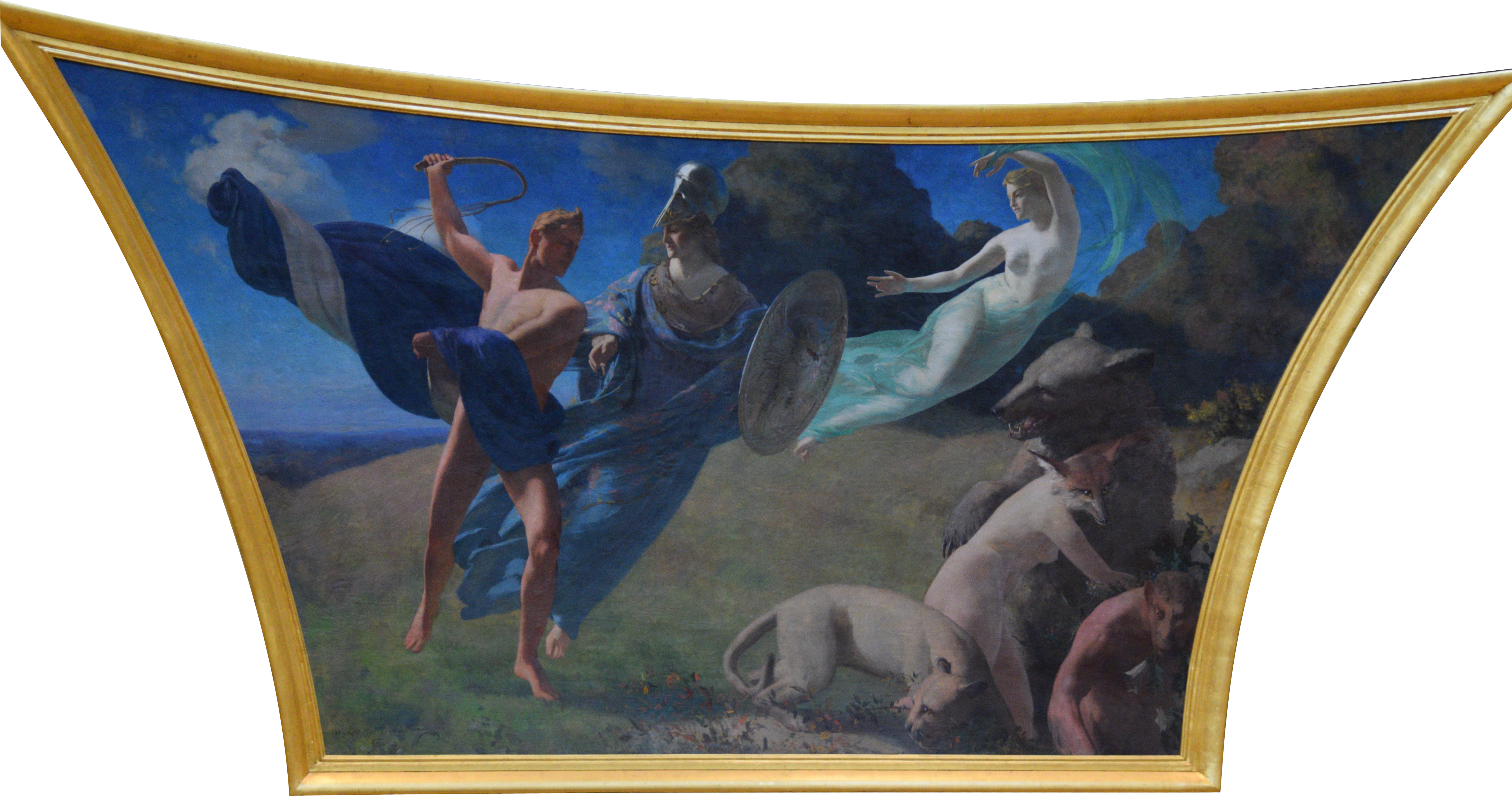
Rotonda (esquina suroeste)
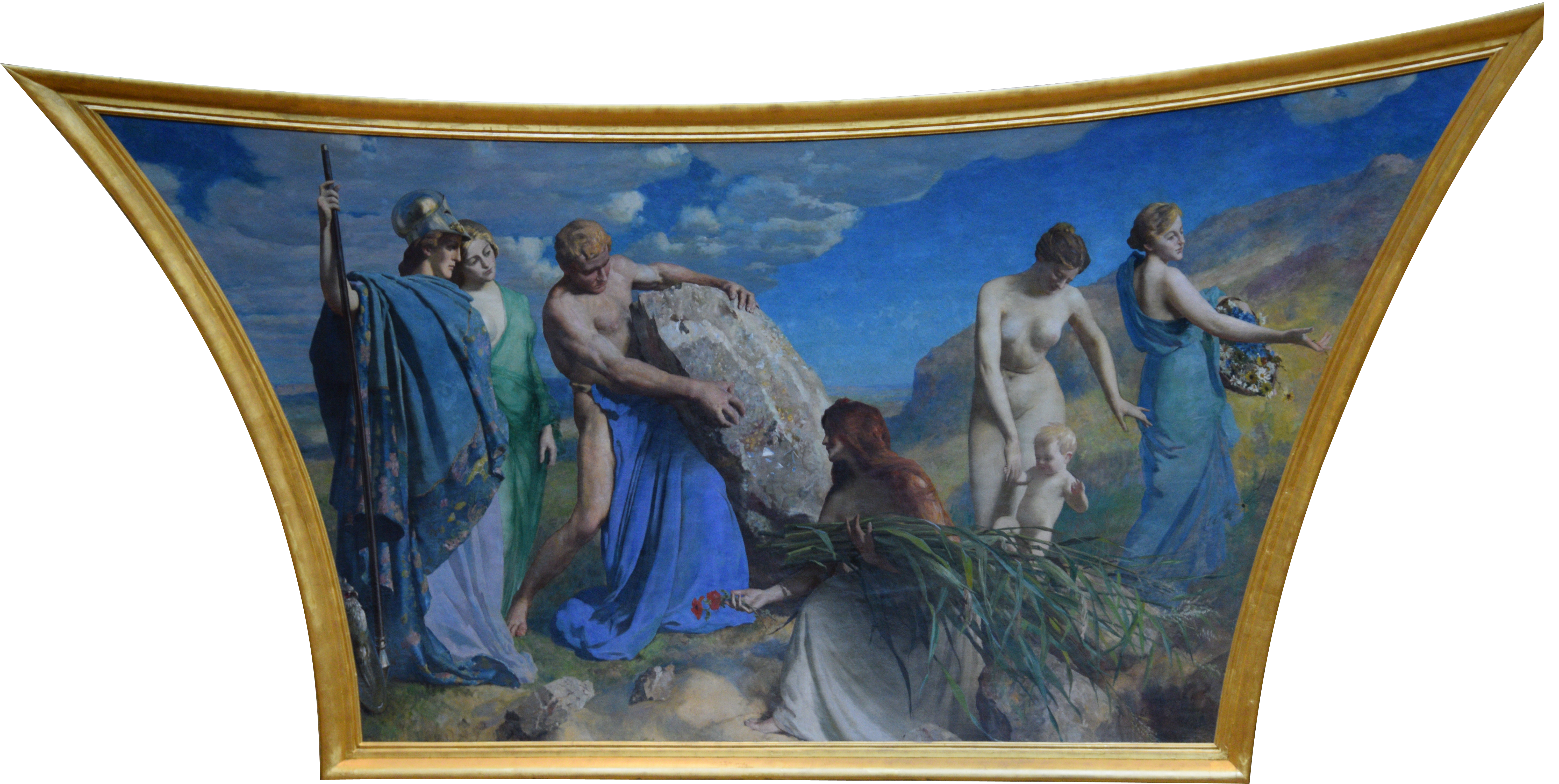
Rotonda (esquina noroeste)
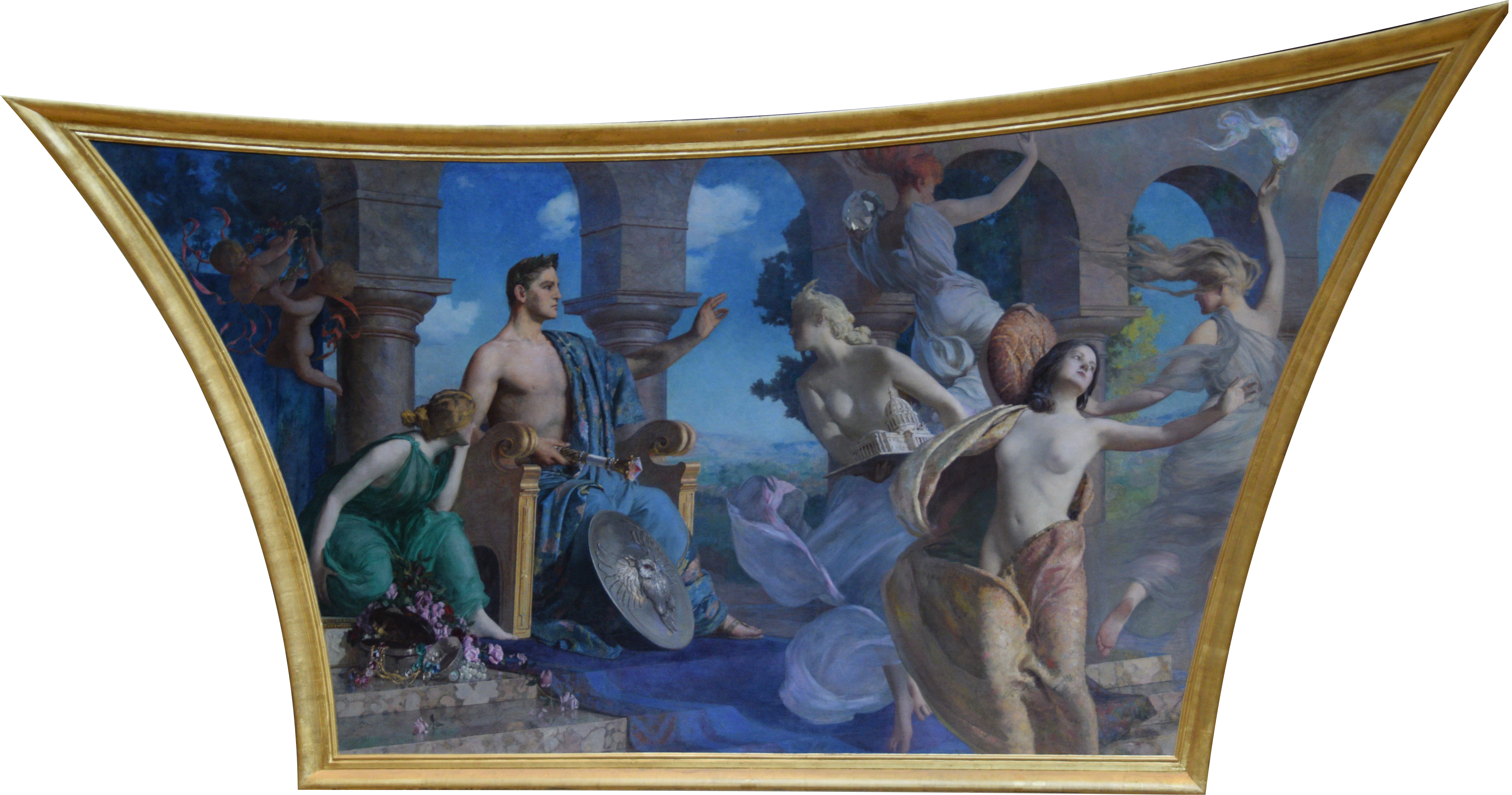
Rotonda (esquina noreste)